# Espérantie
L’Espérantie (espéranto : Esperantujo) est le nom donné à la zone linguistique correspondant aux pays du monde où se trouvent des espérantophones, soit un total d'au moins 120 pays du monde, même si elle n'a pas de forme politique ni de territoire dédié à la surface de la Terre ; de même on appelle « francophonie » l'ensemble des pays francophones. Par extension, l'Espérantie désigne également la culture générée par les millions d'espérantophones, ainsi que les lieux et institutions où est utilisée la langue.

## Géographie

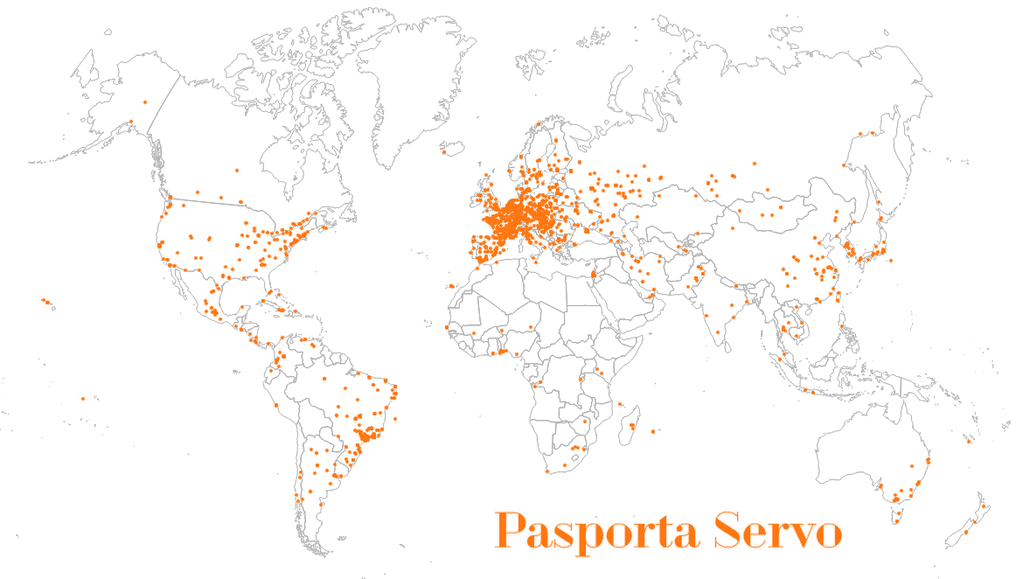
Carte des villes où se trouvent des hôtes du Pasporta Servo en 2015.

L'Espérantie peut représenter les lieux physiques (comme les rencontres espérantophones) ou virtuels qui rassemblent les espérantophones ou leur permettent de communiquer en espéranto comme l'internet.
Seuls quelques lieux ont un statut reconnu officiellement en lien avec l'espéranto. Parmi eux, on peut citer la ville allemande de Herzberg am Harz, qui se fait appeler depuis le 12 juillet 2006 « la ville de l'espéranto » par décision unanime du conseil municipal. On y trouve des enseignes et panneaux indicateurs bilingues allemand–espéranto.
Des tentatives de recensement de lieux dans le monde où se trouvent des espérantophones ont eu lieu à plusieurs reprises. Si on se réfère aux membres de l'Association mondiale d'espéranto, les pays comptant le plus d'espérantophones sont : Brésil, Allemagne, Japon, France, États-Unis, Chine, Italie.
Depuis 2017, l'application de géolocalisation Amikumu, pour téléphones portables, permet aux espérantophones de se trouver grâce à leurs coordonnées GPS.

## Politique et administration

### Un système associatif

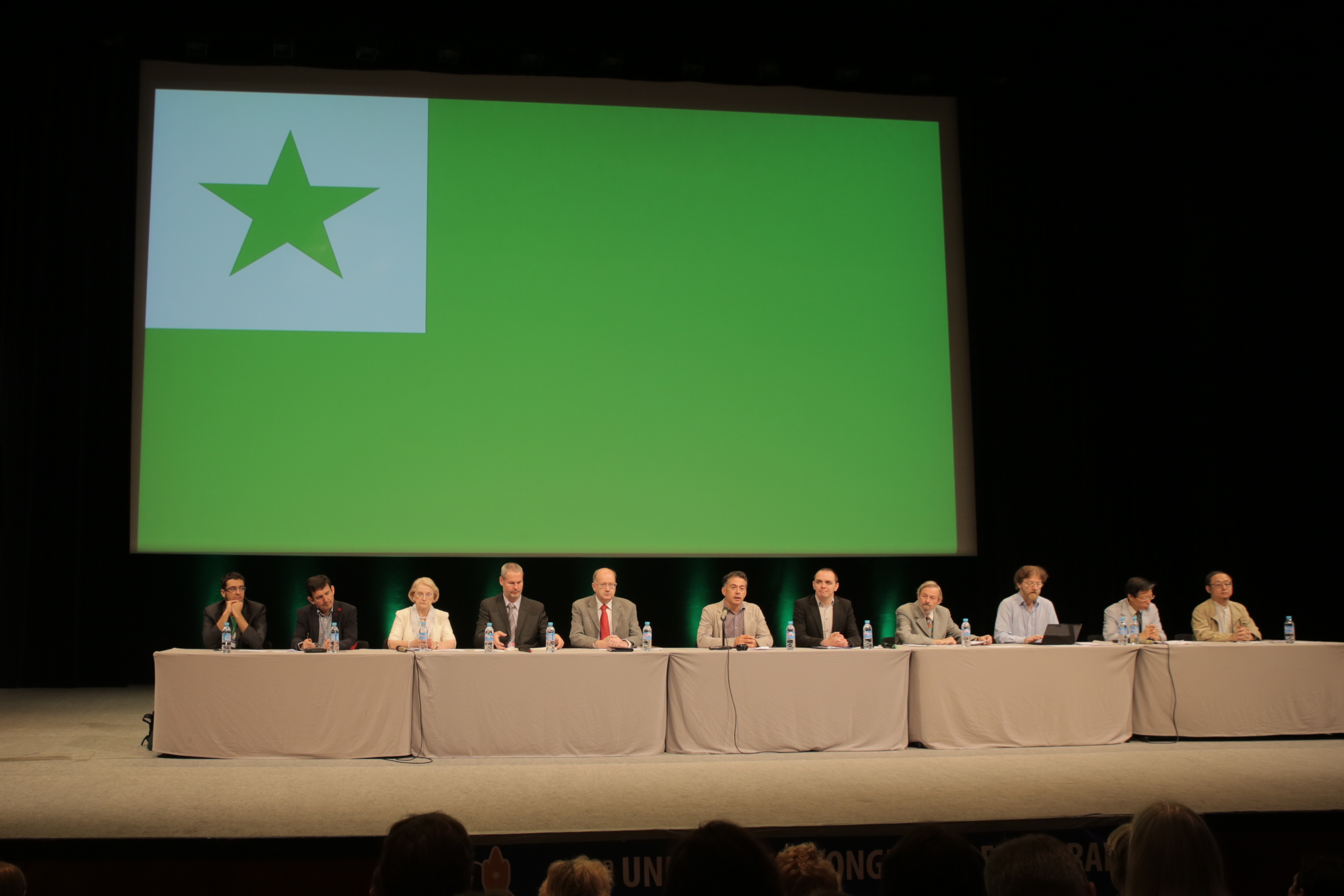
Le bureau de l'Association mondiale d'espéranto lors du mondial, à Lille, France, en 2015.

L'Espérantie n'a pas de régime politique. Toutefois, elle suit le schéma d'un mouvement associatif hiérarchisé :
- L'Association mondiale d'espéranto est l'association principale, fondée en 1908, dont le siège est à Rotterdam. Elle a pour objectif de promouvoir et de développer l'usage de la langue internationale équitable espéranto pour faciliter la communication entre personnes de langues natales différentes.
- Parfois ont été créées des associations par continent ou sous-continent, telle l'Union européenne d'espéranto. L'Association mondiale d'espéranto a également des commissions chargées de diffuser la langue dans quelques régions du monde, notamment : Afrique, Amériques, Asie et Océanie, Europe, Moyen-Orient et Afrique du nord.
- Dans de nombreux pays du monde se trouvent une association, ligue, société ou fédération nationale, landa asocio : Espéranto-France, la Fédération belge d'espéranto (eo), la Ligue flamande d'espéranto (eo), l'Association luxembourgeoise d'espéranto, la Société suisse d'espéranto, l'Association canadienne d'espéranto et la Société québécoise d'espéranto en sont les exemples pour les pays francophones. Leurs buts sont très souvent de promouvoir l'enseignement et l'utilisation de l'espéranto.
- Des associations régionales organisent des cours locaux dans des maisons des jeunes et de la culture, des universités, des écoles.

Toujours à l'échelle mondiale, on trouve des associations ayant des objectifs spécifiques, les « fakaj asocioj », s'occupant par exemple de cyclisme, de végétarisme, d'activités de loisirs, de science, ou rassemblant des travailleurs d'un même milieu : juristes, écrivains, enseignants, médecins, etc.
Quelques associations mondiales se démarquent, comme l'association mondiale anationale (Sennacieca Asocio Tutmonda, SAT) ou l'organisation mondiale des jeunes espérantophones (Tutmonda Esperantista Junulara Organizo, TEJO), qui a des sections nationales dans certains pays.

### Appartenance à des organisations internationales

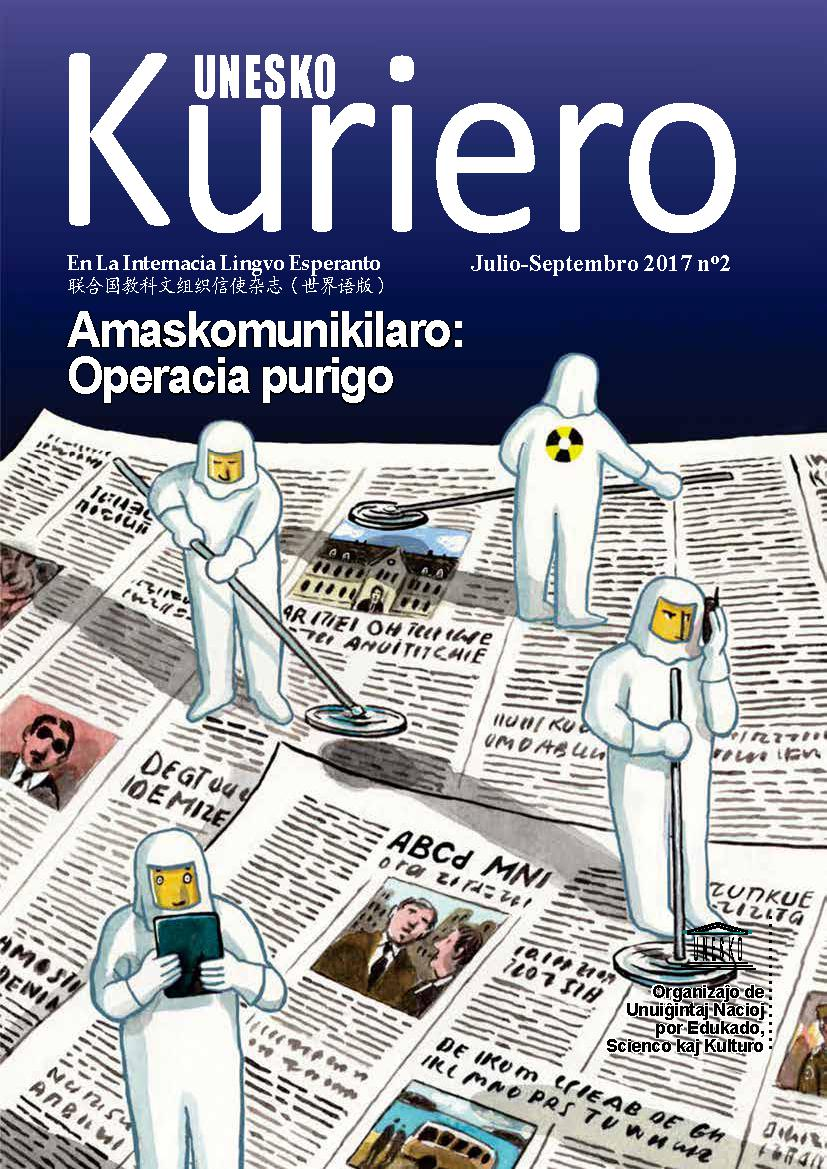
Couverture de la version en espéranto du Courrier de l'Unesco, juillet/septembre 2017.

L'Association mondiale d'espéranto est l'association qui représente l'espéranto au niveau mondial. Elle est en relations officielles avec l'UNESCO, dont la revue Le Courrier de l'Unesco dispose d'une version en espéranto. De plus, l'Association mondiale d'espéranto est en relation consultative avec l'ONU, l'UNICEF, le Conseil de l'Europe, l'Organisation des États américains. En outre, l'Association mondiale d'espéranto participe activement aux activités de normalisation terminologique du comité ISO/TC 37 de l'Organisation internationale de normalisation (ISO) ; l'association coopère selon les critères de la catégorie A, c'est-à-dire la catégorie réservée aux organisations apportant une contribution effective aux travaux du comité technique. Active dans le domaine de la terminologie, l'Association mondiale d'espéranto est devenue en mai 2011 membre associé du Centre d'information international pour la terminologie (Infoterm).

### Mouvements et participation aux élections européennes

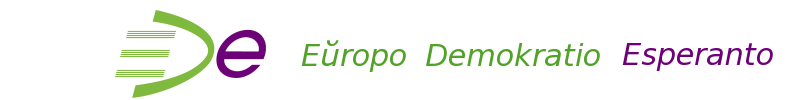
Logo du parti : EDE

En 2003 se crée un mouvement politique européen, Europe Démocratie Espéranto  Il se compose d'une fédération européenne qui rassemble des sections nationales dont les statuts sont adaptés aux pays où elles résident. La langue de travail du mouvement est l'espéranto. L'objectif est « de faire avancer la citoyenneté européenne, renforcer la démocratie dans l'Union européenne », en utilisant l'espéranto comme langue commune en complément des langues officielles. L'idée originale lors de la participation aux élections européennes était surtout de faire connaître l'espéranto au grand public. Toutefois, les résultats en France lors des scrutins de 2004, 2009 et 2014 montrent un nombre de suffrages plus élevé qu'attendu : respectivement 25 067 voix, 28 944 voix et 33 115 voix. Certains mouvements ont apporté depuis leur soutien aux listes présentées par Europe Démocratie Espéranto : France Équité, Europe - Liberté et Politicat.
En France, la campagne « l'espéranto au bac ! » organisée par Espéranto-France et SAT-Amikaro a recueilli des signatures dans le cadre d'une pétition dont l'objectif est de proposer l'espéranto comme option facultative au baccalauréat. Les candidats suivants aux élections présidentielles de 2012 ont apporté leur soutien : Nathalie Arthaud, Nicolas Dupont-Aignan, Eva Joly, Jean-Luc Mélenchon, Philippe Poutou.
En 2016 Espéranto-France a lancé une préparation à une future épreuve écrite d'espéranto comme langue facultative au baccalauréat et propose aux lycéens intéressés de passer un bac blanc d'espéranto. Le premier examen blanc de ce type a eu lieu le 4 juin 2016, ; cependant la date d'introduction de l'espéranto dans la liste des langues facultatives au baccalauréat dépend d'une décision du ministère de l'Éducation nationale. Le 12 avril 2017, la directrice générale de l'enseignement scolaire précise par une lettre qu'« il est tout à fait possible d'entreprendre, dans les établissements où l'enseignement de l'espéranto pourrait se développer, une démarche expérimentale à l'échelle locale ».

Le drapeau de l'espéranto.

### Symboles

Le symbole du jubilé de l'espéranto.

Le drapeau de l'espéranto est La verda stelo, « l'étoile verte ». Il est créé par :
- un rectangle de dimensions 3/2 de couleur verte, symbolisant l'espoir. Le vert utilisé ne fait pas l'objet d'une décision officielle, mais la teinte la plus souvent utilisée est 0x009900  ;
- un carré blanc signifiant la paix et la neutralité ;
- une étoile verte à cinq branches pour signifier les cinq continents du monde.

L'hymne national est La Espero depuis 1891, un poème rédigé par Zamenhof. Il est chanté sur un thème de marche composé en 1909 par Félicien Menu de Ménil.
Le symbole du jubilé de l'espéranto représente davantage la langue, alors que le drapeau représente le mouvement espérantophone. Par la lettre latine E (Espéranto) et la lettre cyrillique Э (Эсперанто), il symbolise l'unification entre l'Ouest et l'Est.
De plus, Louis-Lazare Zamenhof, initiateur de la langue, est fréquemment utilisé comme symbole. Il est même parfois appelé « Onklo Zam », se distinguant de l'Oncle Sam américain.

## Histoire
- l'article « Histoire de l'espéranto » traite de l'histoire de la langue d'un point de vue linguistique.
- l'article « Louis-Lazare Zamenhof » fournit des détails sur la vie du créateur de la langue.

### Diffusion de la langue par journaux et clubs

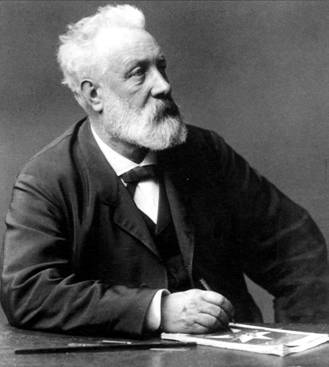
Jules Verne pris en photo avec la revue d'espéranto du groupe d'Amiens.

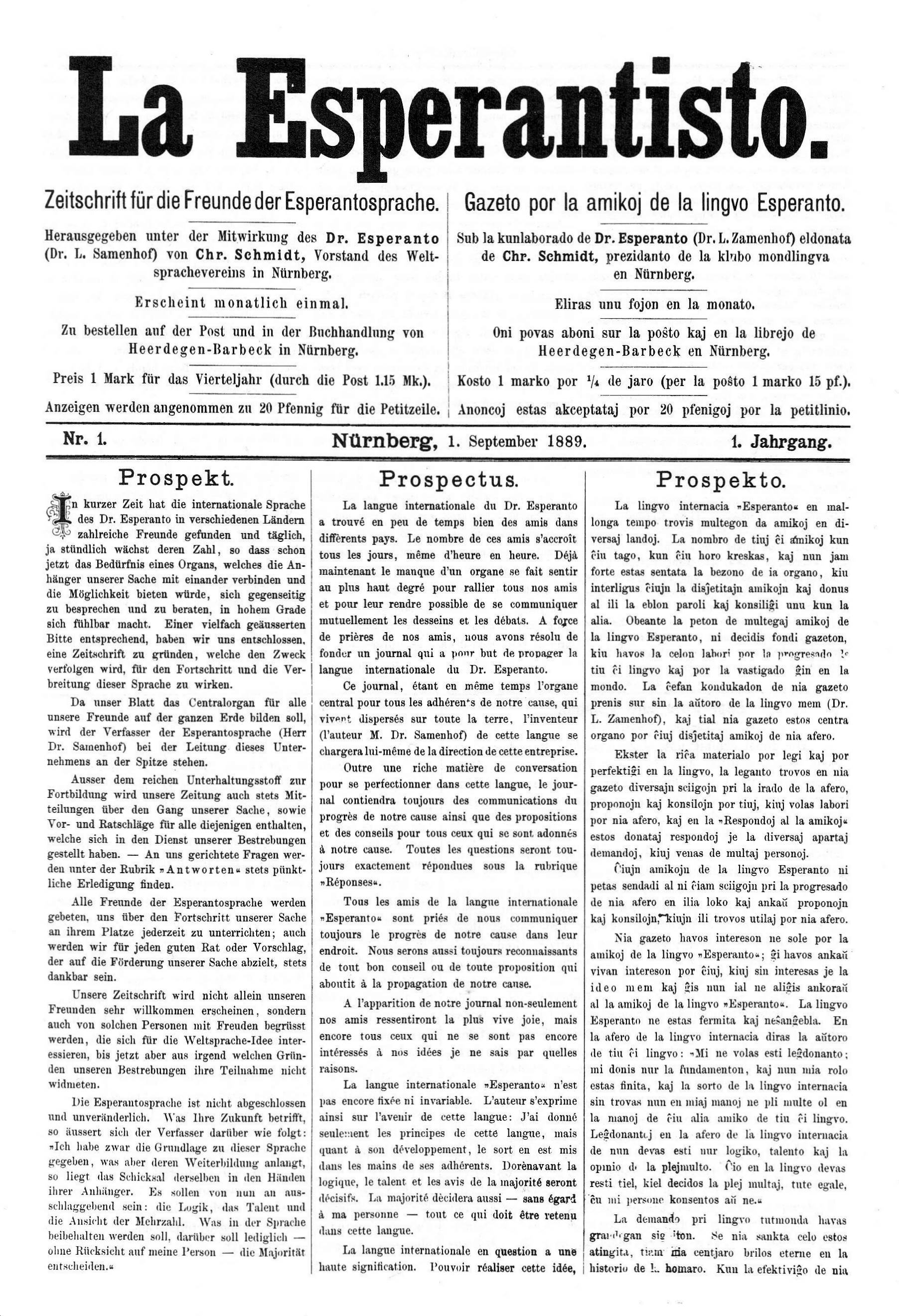
La une du premier numéro de La Esperantisto.

Le premier club d'espéranto naît en 1888 sur les ruines du club de volapük (une autre langue construite qui avait eu un succès relatif) de Nuremberg lorsque ses membres découvrent la langue proposée par Zamenhof.
C'est aussi dans cette même ville que paraît le 1er septembre 1889 La Esperantisto, le premier journal en langue internationale. Aux graves difficultés financières qu'il connaît s'ajoute l'interdiction d'entrée sur le territoire russe. En effet, Léon Tolstoï devenu un grand ami de l'espéranto après l'avoir étudié, écrit en février 1895 un article qui déplaît à la censure tsariste. C'est le coup de grâce pour le journal. La solidarité transnationale se manifeste alors pour la première fois pour sauver la langue. Un étudiant de l'université d'Uppsala et un directeur d'institut vinicole d'Odessa lancent à la fin de la même année un nouveau journal, Lingvo internacia (eo). La période suédoise relaie donc la période russe.
En 1898 paraît un premier numéro de L' Espérantiste (eo) qui annonce la fondation de la Société pour la propagation de l'espéranto (aujourd'hui Espéranto-France). Édité en Suède depuis 1895, Lingvo Internacia est transféré en 1904 à Paris où la rédaction se trouve depuis 1902, puis sous la plume de Théophile Cart qui revient de l'université d'Uppsala, où il enseignait le français.
Des écrivains reconnus se passionnent pour la langue, comme Jules Verne, qui avait commencé l'écriture en 1903 d'un roman dans la série des voyages extraordinaires, Voyage d'études. Le thème principal devait être l'espéranto, mais Verne décède en 1905 et le roman est inachevé.

### Premiers congrès

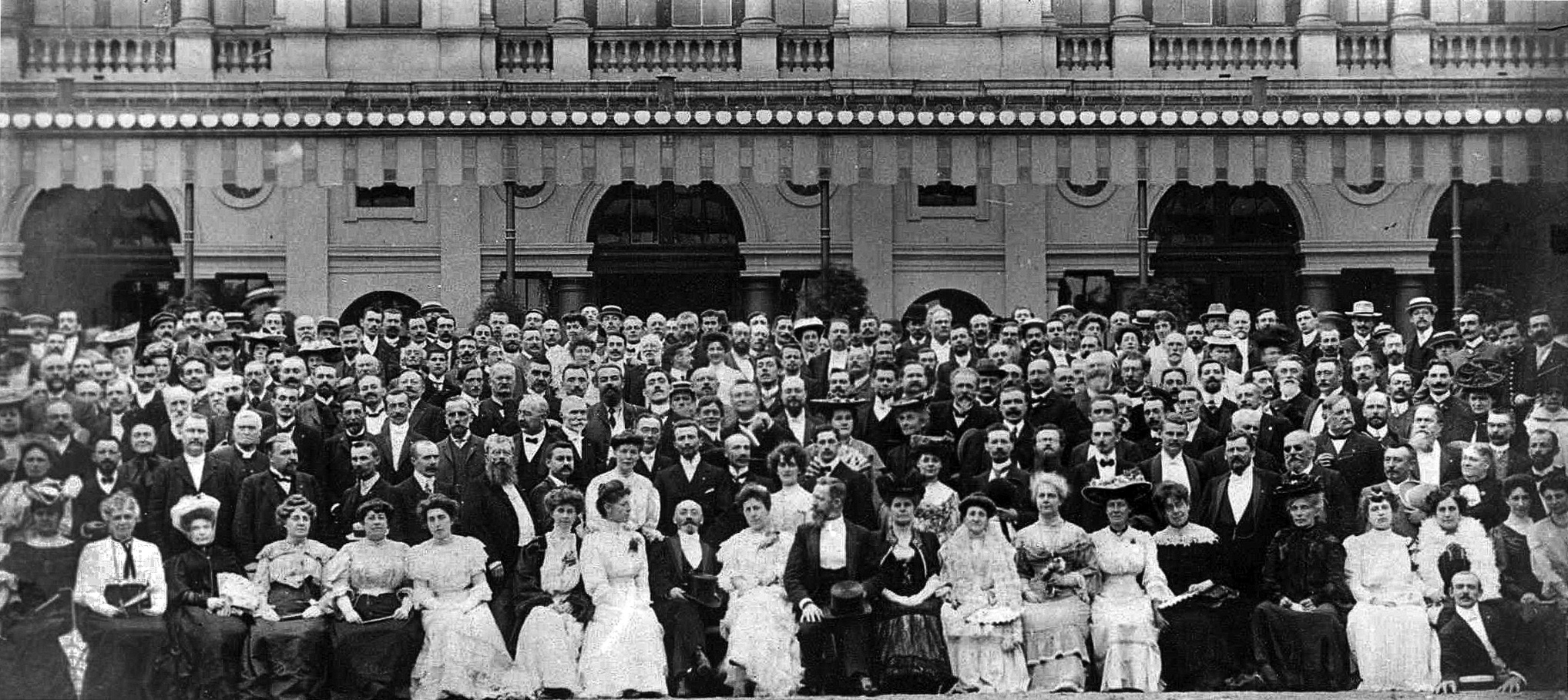
Les participants au premier congrès mondial d'espéranto. Boulogne-sur-Mer, 1905.

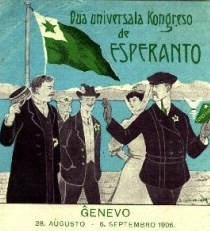
L'affiche du 2e congrès mondial : pas besoin de traducteur, les congressistes ont l'espéranto.

1905, avec le premier congrès mondial d'espéranto à Boulogne-sur-Mer, est une année historique dans le monde espérantophone. Elle marque le premier rassemblement important de personnes de nationalités différentes avec l'espéranto comme seule langue commune. Accueillant 688 participants originaires de vingt pays, ce congrès démontre que l'espéranto est parfaitement adapté à la fonction de langue internationale. Afin de protéger l'espéranto contre toute dérive idéologique, le congrès de Boulogne-sur-Mer adopte la Déclaration sur l'espérantisme qui stipule notamment :

« L'espérantisme est l'effort pour répandre dans le monde entier l'usage d'une langue humaine neutre qui, sans s'immiscer dans les affaires intérieures des peuples et sans viser le moins du monde à éliminer les langues nationales existantes, donnerait aux hommes des diverses nations la possibilité de se comprendre ; qui pourrait servir de langue de conciliation au sein des institutions des pays où diverses nationalités sont en conflit linguistique ; et dans laquelle pourraient être publiées les œuvres qui ont un égal intérêt pour tous les peuples. Toute autre idée ou aspiration que tel ou tel espérantiste associe à l'espérantisme est son affaire purement privée, dont l'espérantisme n'est pas responsable. »

— Théophile Cart
Les congrès se suivent désormais chaque année jusqu'en 1913.
À cette époque, Hector Hodler propose de créer une association internationale pour mettre en avant l'espéranto par des actions concrètes : c'est la création de l'Association mondiale d'espéranto en 1908. La même année, Hodler est le premier à utiliser le terme Espérantujo (Espérantie).

### Première Guerre mondiale
La Première Guerre mondiale éclate le 2 août 1914, juste au moment où le 10e congrès mondial d'espéranto de Paris, pour lequel 3 739 personnes d'une cinquantaine de pays se sont inscrites, doit s'ouvrir en présence de Zamenhof. Il n'aura pas lieu, les autorités allemandes ayant empêché Zamenhof d'y venir.

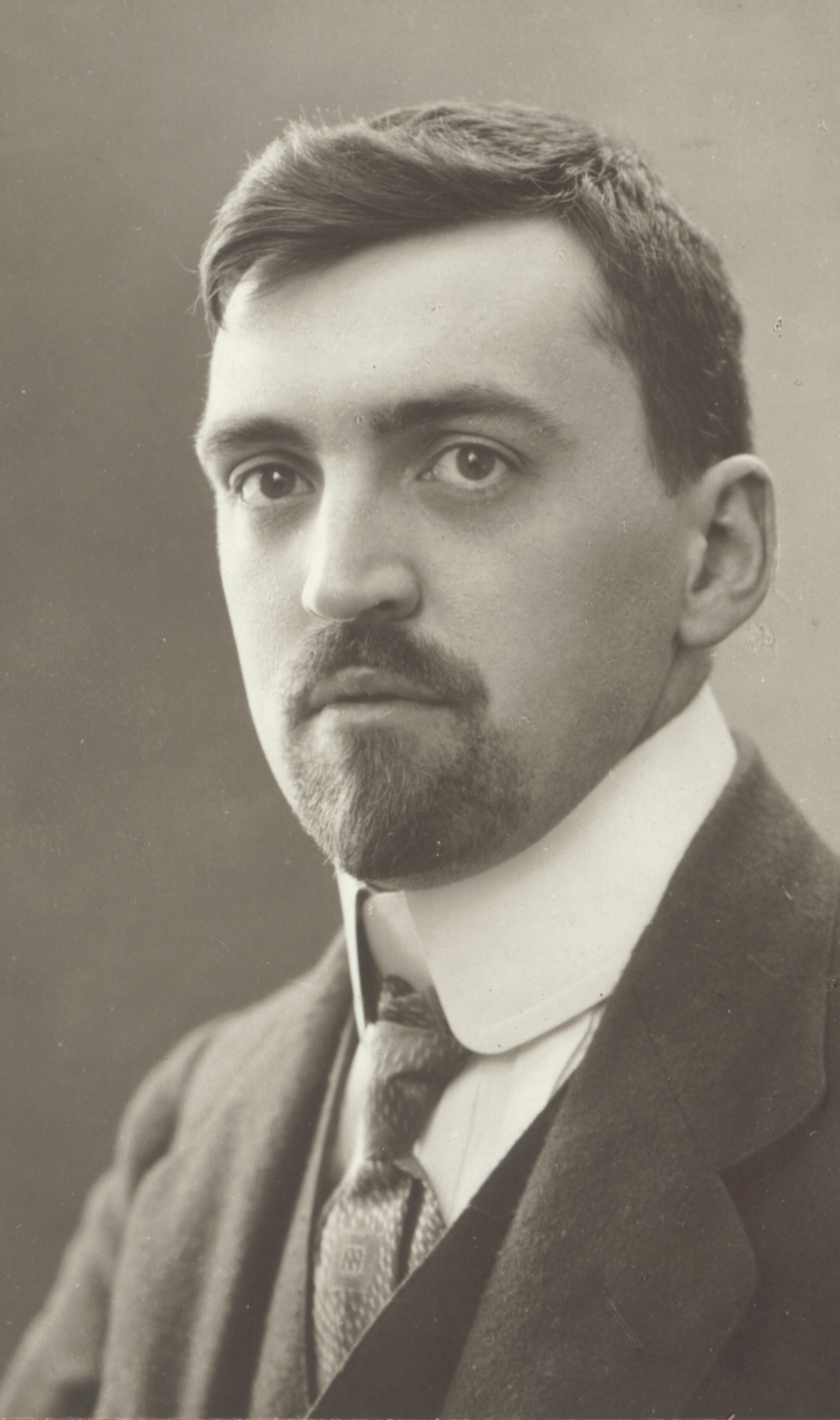
Hector Hodler est à l'origine de l'Association mondiale d'espéranto.

La guerre entraîne la disparition de nombreuses associations et publications d'espéranto, entre autres Lingvo Internacia. Beaucoup d'espérantistes sont tués au front. Zamenhof meurt le 14 avril 1917. La recherche de disparus s'organise. Président de l'Association mondiale d'espéranto, qu'il a fondée en 1908, Hector Hodler recommande aux délégués de visiter autant que possible les prisonniers de guerre et de voir s'il n'y a pas des espérantistes parmi eux. L'Association chrétienne des jeunes gens (YMCA) diffuse elle-même des brochures d'espéranto auprès des prisonniers de guerre de divers pays. Il est appris dans des camps de détention où aucun autre moyen ne permet à des personnes n'ayant aucune langue commune de bien se comprendre en aussi peu de temps. La fraternisation entre les prisonniers peut ainsi s'établir. Il n'est pas rare qu'un seul détenu enseigne la langue à plusieurs centaines d'autres qui copient les mots et les règles, entre autres en Sibérie où l'écrivain hongrois Julio Baghy écrit des poèmes en espéranto reconnus par leur valeur. La France et l'Allemagne vont jusqu'à utiliser la neutralité de la langue internationale espéranto pour publier des textes de propagande dans les revues respectives Pour la France par l'espéranto (France) et Internacia Bulteno et La Vero pri la milito (« bulletin international », « la vérité sur la guerre », Allemagne).

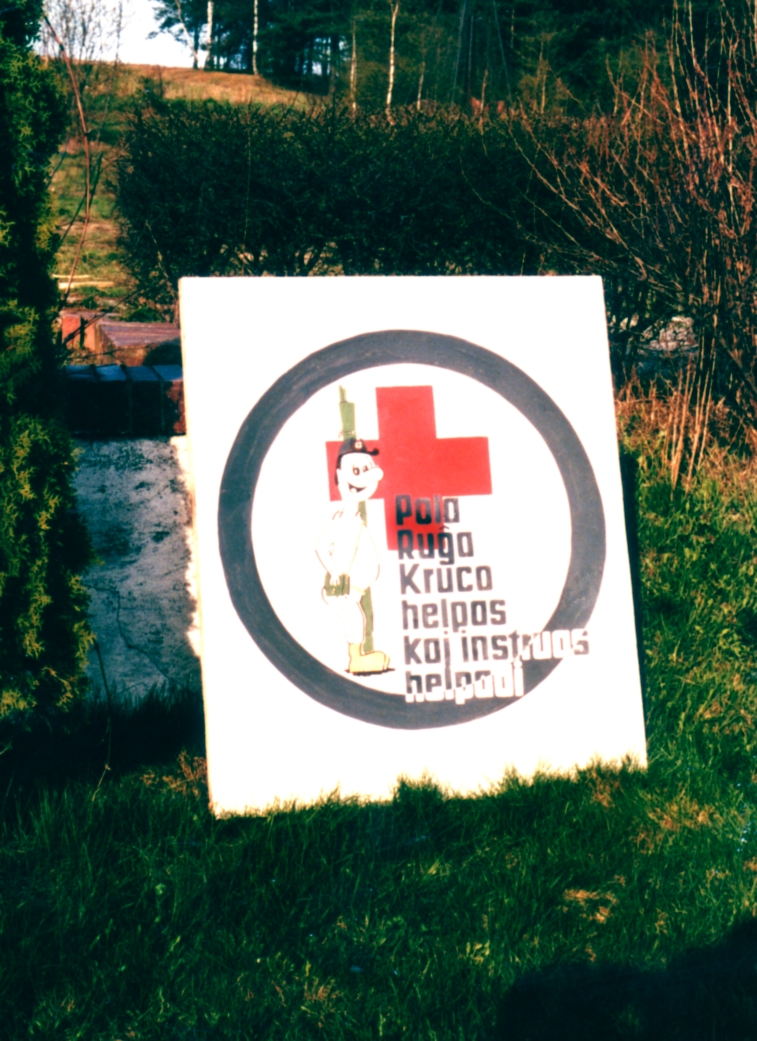
Encore aujourd'hui, la Croix-Rouge soutient l'espéranto.

L'Association mondiale d'espéranto, dont le siège est à Genève, assure chaque jour à partir de septembre 1914 la transmission de 200 à 300 correspondances entre les pays belligérants, parfois même avec leur traduction, entre des amis séparés, des prisonniers, leur famille ou des proches. Le nombre de services ainsi rendus atteint 200 000 durant la guerre. L'espéranto est utilisé aussi par la Croix-Rouge. En 1916, alors qu'il est sous-secrétaire d'État à la Santé, Justin Godart recommande son apprentissage par une circulaire aux infirmiers militaires. Il commande 10 000 exemplaires du petit manuel du capitaine Georges Bayol, auteur du livre Esperanto-Ruĝa Kruco (« Espéranto et Croix-Rouge » - 1906), pour le faire distribuer. Ce livret est traduit dans sept langues : en français (Guide espéranto de la Croix-Rouge), en allemand (Esperanto-führer rote kreuz), en anglais (Esperanto Guide to the Red Cross), en espagnol (Guía Esperanto de la Cruz-Roja), en italien (Guida Esperanto de la Croce-Rossa), en suédois (Röda Korsets esperanto-parlör), etc..

### Tentatives de reconnaissance

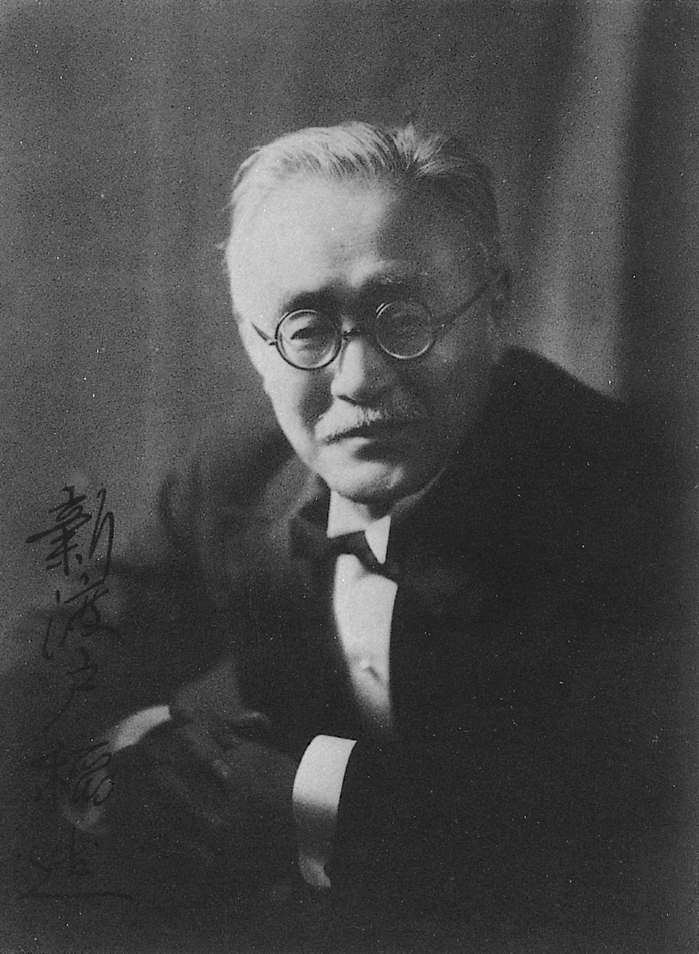
1922 : Inazō Nitobe favorable à l'espéranto à la Société des Nations.

L'espéranto se relève très vite lorsque la paix revient, au point que, dès 1922, son enseignement est dispensé en Allemagne à 20 000 élèves par 630 enseignants. En revanche, la même année, le gouvernement français représenté par Gabriel Hanotaux s'oppose à une proposition déposée au siège de la Société des Nations en décembre 1921 par onze pays parmi lesquels l'Inde, la République de Chine, la Perse et l'Afrique du Sud. Elle vise son inscription parmi les langues de travail. Pourtant, la facilité de l'espéranto fut constatée par Inazō Nitobe, membre de l'Académie impériale du Japon, homme de science, Secrétaire général adjoint de la Société des Nations, qui avait participé au congrès mondial d'espéranto de Prague en 1921 pour se rendre compte par lui-même de l'efficacité de cette langue. Dans un rapport intitulé Esperanto as an International Auxiliary Language (L'espéranto comme langue auxiliaire internationale), publié en 1922, il avait écrit : « On peut affirmer avec une certitude absolue que l'espéranto est de huit à dix fois plus facile que n'importe quelle langue étrangère et qu'il est possible d'acquérir une parfaite élocution sans quitter son propre pays. Ceci est en soi un résultat très appréciable. ».
En France, le ministre de l'instruction publique interdit, en 1922 la mise à disposition des locaux scolaires pour son enseignement, ce en quoi il sera imité en 1935 par le ministre de l'éducation du Troisième Reich, Adolf Hitler ayant qualifié l'espéranto de « langue de Juifs et de communistes » dès les années 1920.

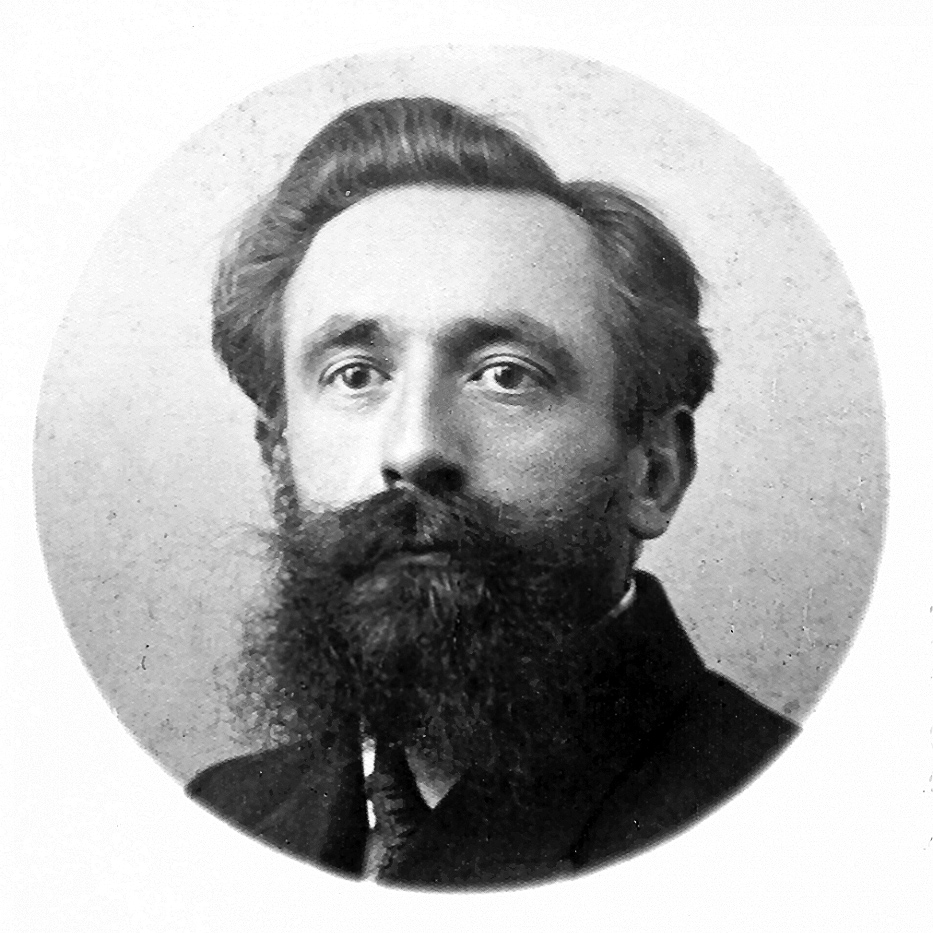
Eugène Lanti est le principal fondateur de l'Association mondiale anationale (SAT).

À Cassel, en 1923, se tient sous la présidence d'honneur d'Albert Einstein le IIIe congrès de l'Association mondiale anationale (SAT), organisation à caractère socio-culturel et à vocation émancipatrice fondée à Prague en 1921 et dont la langue de travail est l'espéranto. Quarante-deux savants de l'Académie des sciences émettent la même année un vœu en faveur de son enseignement en tant que « chef-d'œuvre de logique et de simplicité ».
L'interdiction française est annulée en 1924 par le gouvernement d'Édouard Herriot. L'essor est important dans certains pays. Le linguiste anglais Edward Thorndike constate au début des années 1930 que l'espéranto est aussi répandu que l'allemand en Union soviétique. Il est la principale activité culturelle de Laponie, sur la ligne ferroviaire de Luleå à Narvik.
Des entraves à l'extension de la collectivité espérantophone apparaissent, parfois même avant les années 1930, comme au Portugal et en Roumanie. Des interdictions et même des persécutions le frappent pour longtemps au fur et à mesure que les régimes totalitaires gagnent l'Europe et le monde, à partir de 1933 en Allemagne et des purges staliniennes en URSS. Dimitri Snejko est le premier espérantiste russe à être arrêté en URSS, à Minsk, le 5 février 1936. Il ne sortira du goulag qu'en 1955 et mourra en 1957.

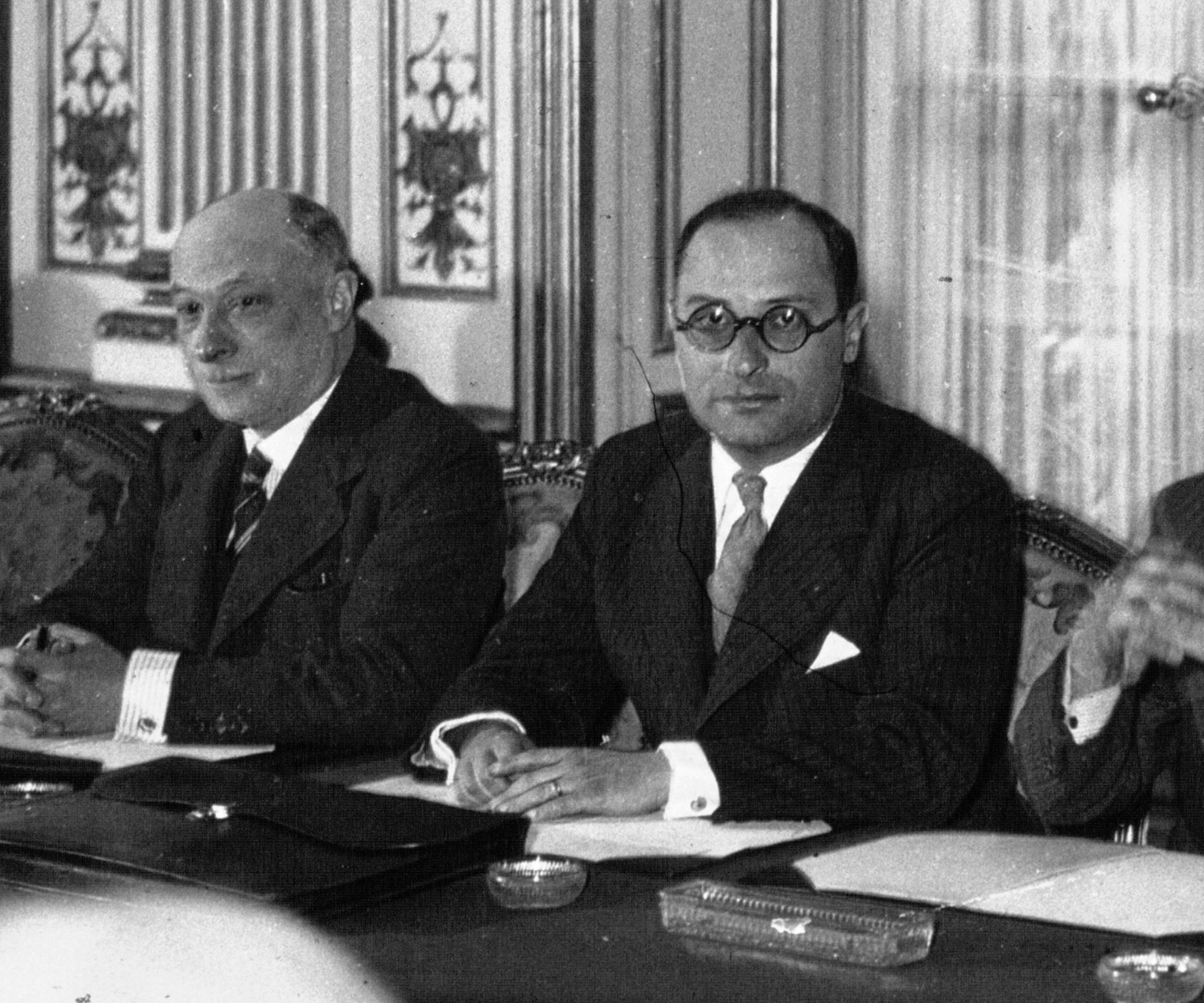
1938 : (à d.) le ministre de l'Instruction publique Jean Zay souhaite faciliter l'étude de l'espéranto.

En France, le Syndicat national des instituteurs émet un vœu en faveur de son enseignement en 1932 et un autre en 1937. Député du Rhône, Maurice Pierre Rolland dépose en 1935 une proposition de résolution « tendant à inviter le gouvernement à introduire la langue internationale espéranto dans les programmes de l'enseignement public ». L'intérêt de son application dans diverses sphères d'activités est argumenté à l'occasion d'une conférence internationale qui se tient à Paris en 1937 dans le cadre de l'Exposition internationale des Arts et des Techniques dans la vie moderne. Il en résulte que le ministre de l'Instruction publique Jean Zay estime souhaitable d'en faciliter l'étude. Son enseignement est admis dans le cadre des activités socio-éducatives par une circulaire ministérielle du 11 octobre 1938, dont le texte est toujours valide.

### Impact de la Seconde Guerre mondiale
Pour Hitler, l'espéranto est une langue représentant la conspiration juive et la franc-maçonnerie  ; pour Staline, il est lié au cosmopolitisme bourgeois. Dans les années 1940, ces deux hommes exercent le pouvoir sur la quasi-totalité de l'Europe continentale. L'espéranto est interdit, ses stocks de livres sont liquidés, bon nombre de ses partisans sont enfermés dans les camps de concentration. Au Japon, en Chine, en Espagne, au Portugal, les régimes au pouvoir pratiquent à son égard une politique moins violente, mais qui va dans le même sens.
La Seconde Guerre mondiale a des effets nettement plus importants que la première sur la collectivité espérantophone et la laisse exsangue. La durée du coup de frein qui a interrompu son élan peut être globalement estimée à l'équivalent d'une génération. Le relèvement est d'autant plus difficile que la guerre froide entrave les échanges, et l'anglais s'impose peu à peu comme la principale langue nationale de communication internationale.

### Propositions de micro-États espérantophones

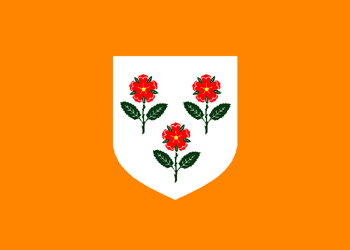
Le drapeau de la micronation Insulo de la Rozoj.

En 1908, il fut proposé de créer le premier pays espérantophone à Moresnet, qui se serait nommé « Amikejo » (« lieu d'amitié »).
Dans les années 1960, l’italien Giorgio Rosa eut l’idée de créer une petite ile indépendante au large de l’Italie, nommée Insulo de la Rozoj (Île des roses). Elle était située dans la mer Adriatique, près de l'Italie. L’histoire de cette ile indépendante a fait l’objet d’un film Netflix en 2020, L'incredibile storia dell'Isola delle Rose.

### Soutiens et tentatives de redéfinition
Le congrès international de l'Éducation nouvelle, qui se tient à Paris en 1946, formule un projet pour l'enseignement de l'espéranto et la formation de maîtres à son enseignement. Des scientifiques reconnus, tel le mathématicien René Maurice Fréchet, publient des résultats en espéranto. Fréchet a d'ailleurs été président de l'association scientifique internationale d'espéranto (eo) de 1950 à 1953.
La valeur de l'espéranto dans les échanges culturels internationaux fait l'objet recommandations de la conférence générale de l'UNESCO en faveur de l'espéranto. La première, résolution no  IV.4.422-4224, a lieu à Montevideo (Uruguay) en 1954 à l'initiative d'Ivo Lapenna, président de l'Association mondiale d'espéranto. Une autre recommandation émane de l'Unesco en 1985, et l'Organisation mondiale du tourisme apporte également son soutien à Manille (Philippines) en 1980. En 1993, après une enquête longue et pointilleuse, le PEN club international admet l'Esperanta PEN-Centro en son sein.
À l'initiative de l'association mondiale d'espéranto et pour célébrer le jubilé des cent ans d'existence de l'espéranto, un nouveau symbole est créé en 1987 pour représenter la langue, en parallèle au drapeau déjà existant depuis le début du siècle. Il est formé de deux lettres : la latine « E » et la cyrillique « Э », pour signifier le rassemblement autour d'une idée commune.
En juillet 1996, le manifeste de Prague semble prendre le contre-pied du manifeste (eo) de Rauma en inscrivant pour la collectivité espérantophone des objectifs d'élargissement.

## Population et société

### Nombre de locuteurs
L'espéranto étant par nature une langue véhiculaire, la quasi-totalité des espérantophones ont l'espéranto comme langue seconde ou langue apprise. Cette caractéristique rend le dénombrement des espérantophones beaucoup plus complexe que pour les langues nationales qui comptent une importante base de locuteurs natifs, d'autant plus que nombreux sont les autodidactes qui apprennent l'espéranto seul avec une méthode ou un cours en ligne. L'autre difficulté du dénombrement des espérantophones est comme pour tous les locuteurs d'une langue apprise la grande hétérogénéité des niveaux de pratique.
Dans la pratique il existe souvent une confusion entre les termes « espérantophone » et « espérantiste ». En espéranto, le terme « esperantisto » est fréquemment utilisé pour désigner un espérantophone (esperanto-parolanto), et de ce fait le terme « esperantisto » est souvent improprement traduit en « espérantiste ». En français, le suffixe « -phone » désigne les locuteurs d'une langue. En espéranto le suffixe « -ist » désigne habituellement une profession. Toutefois accolé au mot « espéranto » il désigne plutôt une personne engagée pour la diffusion de l'espéranto.
Bien que peu d'études concrètes ont été effectuées sur le sujet, on peut affirmer en 2014 qu'il y a 120 pays dans lesquels se trouvent des espérantophones. Quant au nombre exact de locuteurs, diverses études donnent des estimations différentes.
En 1996, Jouko Lindstedt évalue par l'échelle suivante la capacité à parler l'espéranto dans la communauté espérantophone :
- 1 000 personnes ont l'espéranto comme langue maternelle ;
- 10 000 personnes parlent l'espéranto couramment ;
- 100 000 personnes utilisent l'espéranto de façon très active ;
- 1 000 000 de personnes comprennent facilement l'espéranto ;
- 10 000 000 de personnes ont étudié l'espéranto de façon plus ou moins approfondie à un moment donné.

Sidney S. Culbert, ancien professeur de psychologie de l'université de Washington, espérantiste, est arrivé, en comptabilisant pendant vingt ans dans de nombreux pays les espérantophones à l'aide d'une méthode par échantillonnage, à une estimation de 1,6 million de personnes parlant l'espéranto avec un niveau professionnel. Ses travaux ne concernaient pas que l'espéranto et faisaient partie de sa liste d'estimation des langues parlées par plus d'un million de personnes, liste publiée annuellement dans le World Almanac (en). Comme dans l'Almanach, toutes ses estimations étaient arrondies au million le plus proche, c'est le nombre de deux millions d'espérantophones qui a été retenu et fréquemment repris depuis. Culbert n'a jamais publié de résultats intermédiaires détaillés pour une région ou un pays particulier, ce qui rend difficile l'analyse de la pertinence de ses résultats.
Ziko van Dijk (eo) a considéré que ce nombre de 1,6 million était exagéré. Même en supposant une répartition uniforme des espérantophones dans le monde, 1 million d'espérantophones devrait se traduire par environ 180 espérantophones dans la ville de Cologne, or, Sikosek n'y a trouvé que 30 personnes parlant couramment l'espéranto; de même, il a trouvé un nombre inférieur à celui attendu dans plusieurs autres villes censées avoir une plus forte concentration d'espérantophones que la moyenne. Il fait également remarquer que les différentes organisations espérantistes représentent un total d'environ vingt mille membres (d'autres estimations sont supérieures). Bien que de nombreux espérantophones ne soient membres d'aucune organisation espérantiste, il lui semble peu probable qu'il y ait cinquante fois plus de personnes parlant l'espéranto que de membres de ces organisations. Sikosek a tenté de rassembler un maximum d'informations concernant les sources disponibles.
Résumé des estimations depuis 1905
- 1905 : Zamenhof annonce 50 000 espérantophones dans une interview[27] ;
- 1926 : L'Institut espérantiste allemand dénombre 125 000 espérantophones[28] ;
- 1951 : Gerrit Paulus de Bruin (eo) annonce 380 000 espérantophones[29] ;
- 1960 : l'International Language Review propose entre 300 000 et 500 000 espérantophones ;
- 1967 : D. Bilenkin répond dans un courrier aux lecteurs du Komsomolskaja pravda que l'estimation de 2 500 000 espérantophones est faible ;
- 1968 : Sonnenfeld recense un million d'espérantophones ;
- 1971 : Peter Glover Forster (eo) prétend qu'il y a 2,5 millions d'espérantophones[29] ;
- 1973 : Gyula Décsi (eo) estime qu'il y aurait entre 10 et 12 millions d'espérantophones ; quant à lui, Mario Pei (eo), avance entre 14 et 15 millions d'espérantophones[29] ;
- 1980 : Helmar Gunter Frank propose 20 millions d'espérantophones[29] ;
- 1983 : un décompte de 16 millions d'espérantophones est annoncé lors d'une interview du Hamburg-Welle avec Lu Wunsch-Rolshoven (eo) et Elsbeth Bormann (eo) ;
- 1984 : Le Fischer Weltalmanach publie une fourchette d'entre 3 et 5 millions d'espérantophones ;
- 1987 : Aux Nations unies, on affirme avoir connaissance de 8 millions d'espérantophones[30] ;
- 1991 : Ulrich Matthias compte entre 100 000 et 500 000 personnes ayant des contacts à l'international par l'espéranto[31] ;
- 1999 : L'Institut espérantiste allemand propose « une estimation conservative » d'entre 150 000 et 300 000 espérantophones et « une estimation généreuse » d'entre 16 et 25 millions ;
- 2001 : Harald Haarmann propose entre 500 000 et un million d'espérantophones dans Kleines Lexikon der Sprachen: Von Albanisch bis Zulu ;
- 2003 : Roland Breton distingue entre 500 000 pratiquants actifs à une audience de près de 8 millions dans le monde[32].
- 2005 : Ethnologue cite le World Almanac et propose 2 millions d'espérantophones ;
- 2014 : Lors du congrès italien d'espéranto de 2014, Amri Wandel évalue le nombre d'espérantophones à 2 millions[33], à partir d'une extrapolation du nombre d'utilisateurs parlant espéranto (300 000) selon les indications de leur profil Facebook.
- 2017 : Svend Vendelbo Nielsen, scientifique et espérantiste danois, estime le nombre de locuteurs à 60 000[34].

### Éducation

#### Acquérir l'espéranto

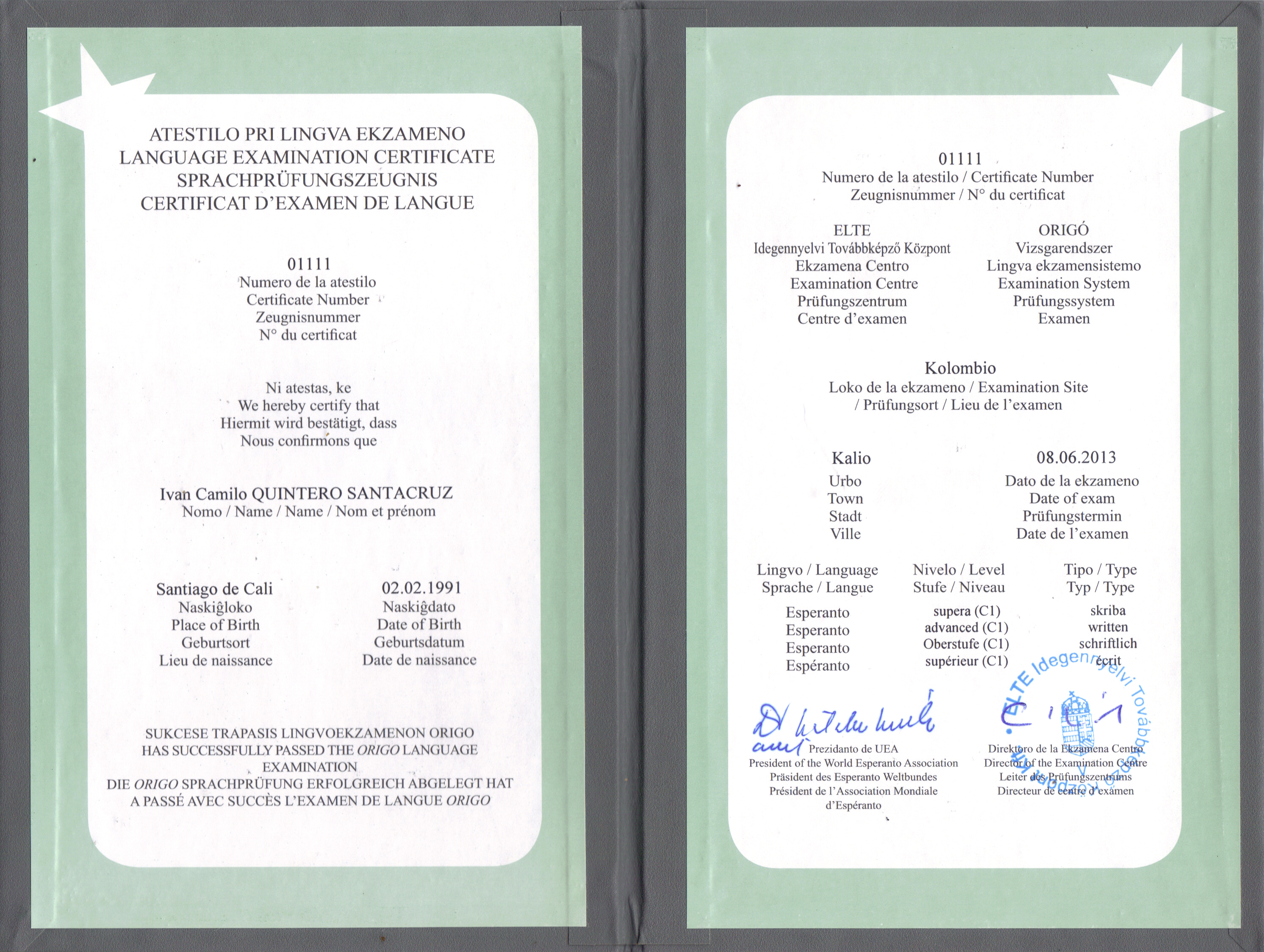
Diplôme de langue délivré en accord avec le CECRL.

Outre les méthodes d'apprentissage par livres, dont le Fundamento de Esperanto de Zamenhof, les méthodes Assimil et les méthodes vidéo comme Muzzy in Gondoland (eo) de la BBC et Pasporto al la tuta mondo, il existe de nombreux cours pour apprendre l'espéranto sur Internet, notamment Duolingo et Lernu!. Les clubs locaux et stages d'apprentissage sont aussi monnaie courante dans les régions où existe une association. Des initiatives comme Springboard to languages dans les écoles britanniques mettent en avant la valeur propédeutique de l'espéranto. Par ailleurs, certaines universités enseignent l'espéranto et, notamment, le centre de formation continue en langues étrangères (Université Loránd Eötvös) délivre des diplômes en accord avec le cadre européen commun de référence pour les langues. Plus de 2 400 personnes possèdent un tel diplôme à travers le monde : en juillet 2020, environ 740 au niveau B1, 700 au B2 et 970 au C1. La Ligue internationale des enseignants d'espéranto (Internacia Ligo de Esperantistaj Instruistoj, ou ILEI) œuvre également pour fournir des documents aux enseignants.
Depuis 1997, des cours d'interlinguistique sont dispensés dans le cadre de la faculté de philologie de l'université Adam-Mickiewicz de Poznań (Pologne), et un cursus de trois ans en espéranto est proposé. Il valide des crédits ECTS. C'est Ilona Koutny, membre de l'Académie d'espéranto, qui guide ce cursus.

#### Langue d'accès à la connaissance

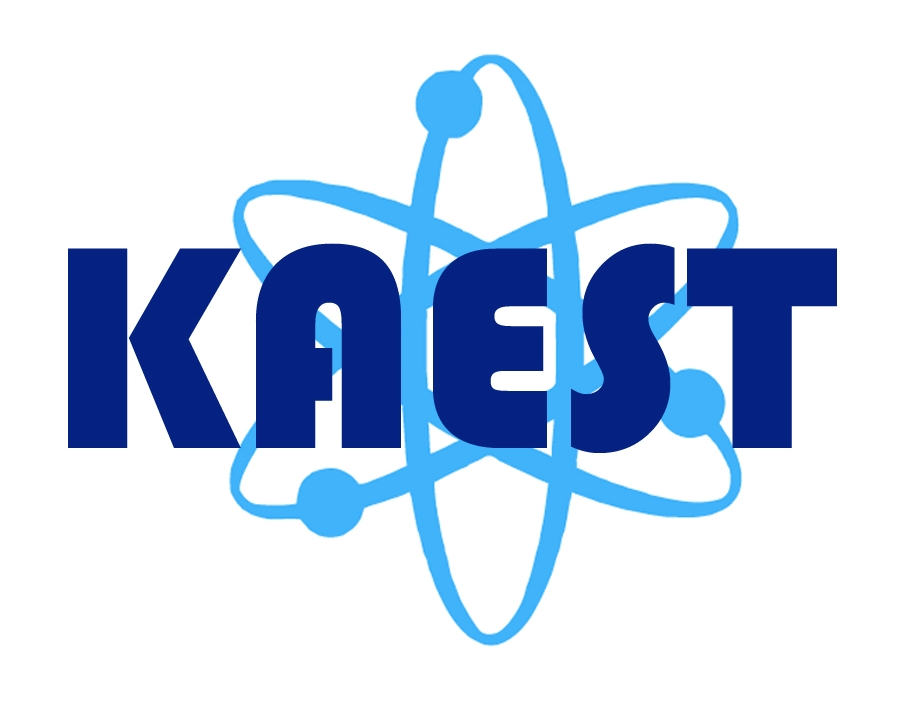
Logo de KAEST

L'université d'espéranto propose quant à elle des cours magistraux vidéos enregistrés en espéranto, qui couvrent des domaines tels que les guerres à travers le monde, l'informatique ou l'astronomie. Des cours et conférences ont également lieu lors des congrès mondiaux d'espéranto dans le cadre de l'université d'été, Internacia Kongresa Universitato (eo) (IKU). L'Association mondiale d'espéranto met à disposition des documents relatifs aux cours dispensés.
Les sciences sont un cadre propice à des rédactions en espéranto les concernant. Par exemple, la conférence pour l'application de l'espéranto en sciences et technologie (eo) (Konferenco pri Aplikoj de Esperanto en Scienco kaj Tekniko, KAEST) a lieu tous les deux ans depuis 1998 en novembre en Tchéquie et Slovaquie. Les initiatives personnelles sont également communes : le docteur en mathématiques Ulrich Matthias a compilé des bases d'algèbre linéaire et le groupe d'Espéranto du Maine (États-Unis) fournit un tutoriel d'apprentissage au langage de programmation Python.
De manière générale, l'espéranto est utilisé comme langue-pont dans certains sites Internet pour l'enseignement d'autres langues, comme l'allemand, le pandunia, le russe, le slovaque, le swahili , le wolof ou le toki pona.

Logo du programme Erasmus+

Un projet co-financé par le programme Erasmus+ de la Commission européenne a permis la création de ressources d’enseignement en une quinzaine de langues : l’« Accélérateur de multilinguisme ». Dans ces ressources, gratuites et libres d’accès, l’espéranto y est enseigné à des élèves d’environ neuf ans, dans le but de leur permettre un apprentissage plus rapide d’autres langues vivantes, du fait du caractère propédeutique de l’espéranto.

### Médias

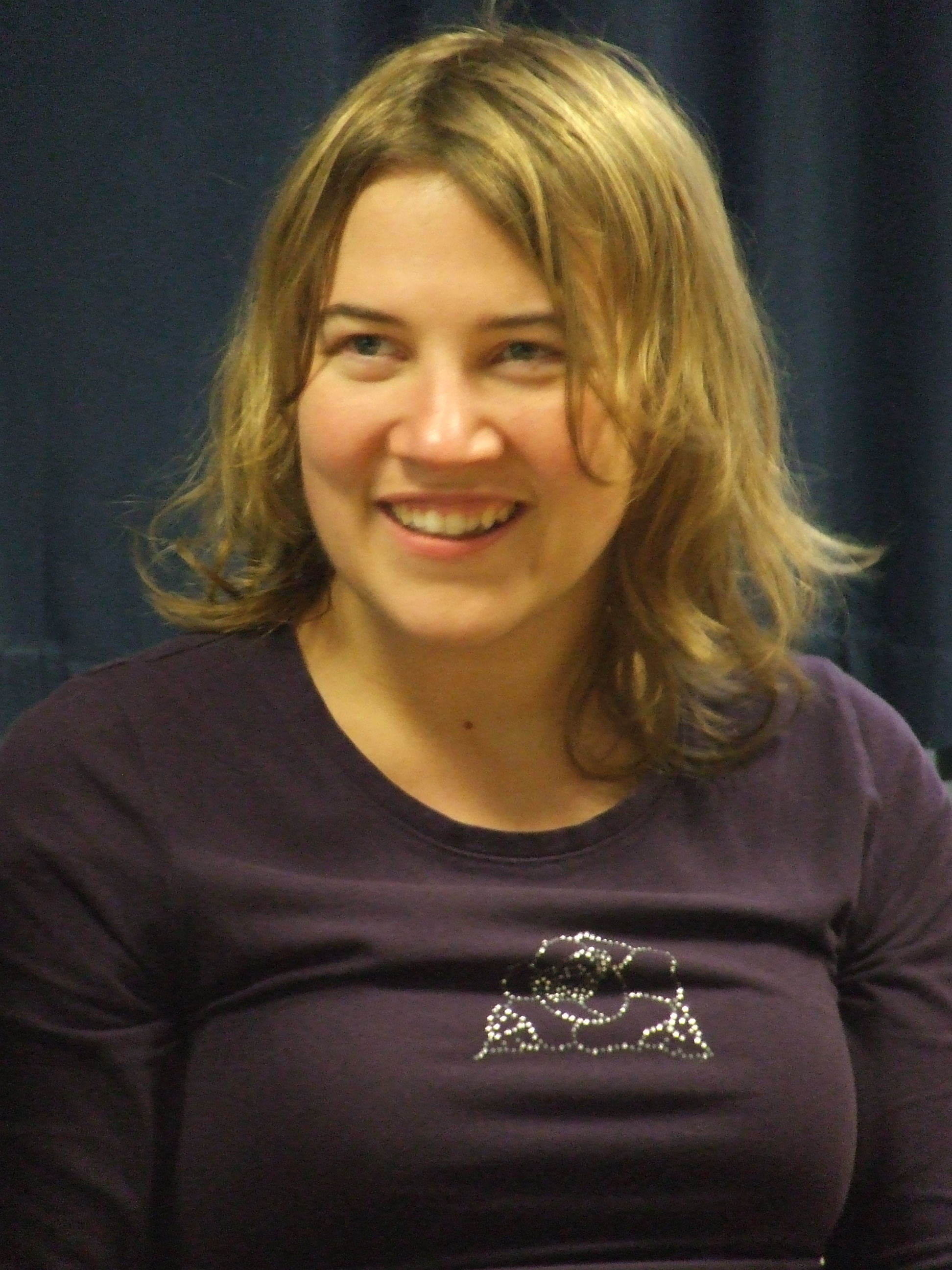
est à l'origine de la radio Muzaiko. Elle a été choisie à l'été 2015 pour occuper le poste de directeur général de l'UEA à partir de 2016.

Dès 1889 avec La Esperantisto, des revues en espéranto ont été publiées dans de nombreux pays du monde. Certaines sont les organes de communication d'associations (Esperanto et Kontakto par exemple). Des journaux Internet, comme Libera Folio, lancé en 2003, proposent un regard neutre sur le mouvement espérantophone, indépendamment d'une association nationale. La plupart des revues couvrent les sujets d'actualités ; parmi elles, Sennaciulo étudie les relations politiques à l'international et Monato est lu dans plus de 60 pays, ses articles sont rédigés par des correspondants locaux dans plus de 40 pays. D'autres revues populaires, sont La Ondo de Esperanto, Beletra Almanako, Literatura Foiro, ou encore Heroldo de Esperanto. Souvent, les associations nationales éditent également une revue pour donner des informations sur le mouvement dans leur pays, à l'instar du Monde de l'espéranto pour Espéranto-France. Il existe également des revues scientifiques comme Scienca Revuo (eo). De plus, la presse habituelle édite parfois des versions en espéranto de leurs publications ; c'est le cas notamment du Monde diplomatique et du Courrier de l'Unesco. On trouve aussi des revues bilingues pour vulgariser sur l'espéranto dans un pays ou présenter la culture créée en Espérantie ; en France par exemple : Espéranto-info.
Muzaiko est une radio qui diffuse depuis 2011 un programme en continu en espéranto, composé de chansons, interviews et actualités. Ces dernières sont également disponibles à l'écoute sous forme de podcasts. Hormis Muzaiko, nombreuses sont les radios proposant un créneau pendant lequel l'espéranto est la langue de travail, ou qui diffusent directement sous cette forme de podcast : Radio Chine Internationale, Radio libertaire, Canal Sud, Pola Retradio en esperanto, Radio Vatican, Varsovia Vento, Radio Verda (eo), Kern.punkto (eo).
EsperantoTV est une IPTV créée en 2014 qui propose sur internet des émissions diverses en espéranto : reportages, clips musicaux, interviews. Elle est également disponible par système Roku sur téléviseur de salon.
Des personnalités ont utilisé l'espéranto dans leurs œuvres, indépendamment ou non de l'apprentissage de la langue. Par exemple, Charlie Chaplin présente des enseignes de magasin écrites en espéranto dans Le Dictateur et Michael Jackson ajoute un discours en espéranto au début du clip de sa chanson HIStory.

### Internet

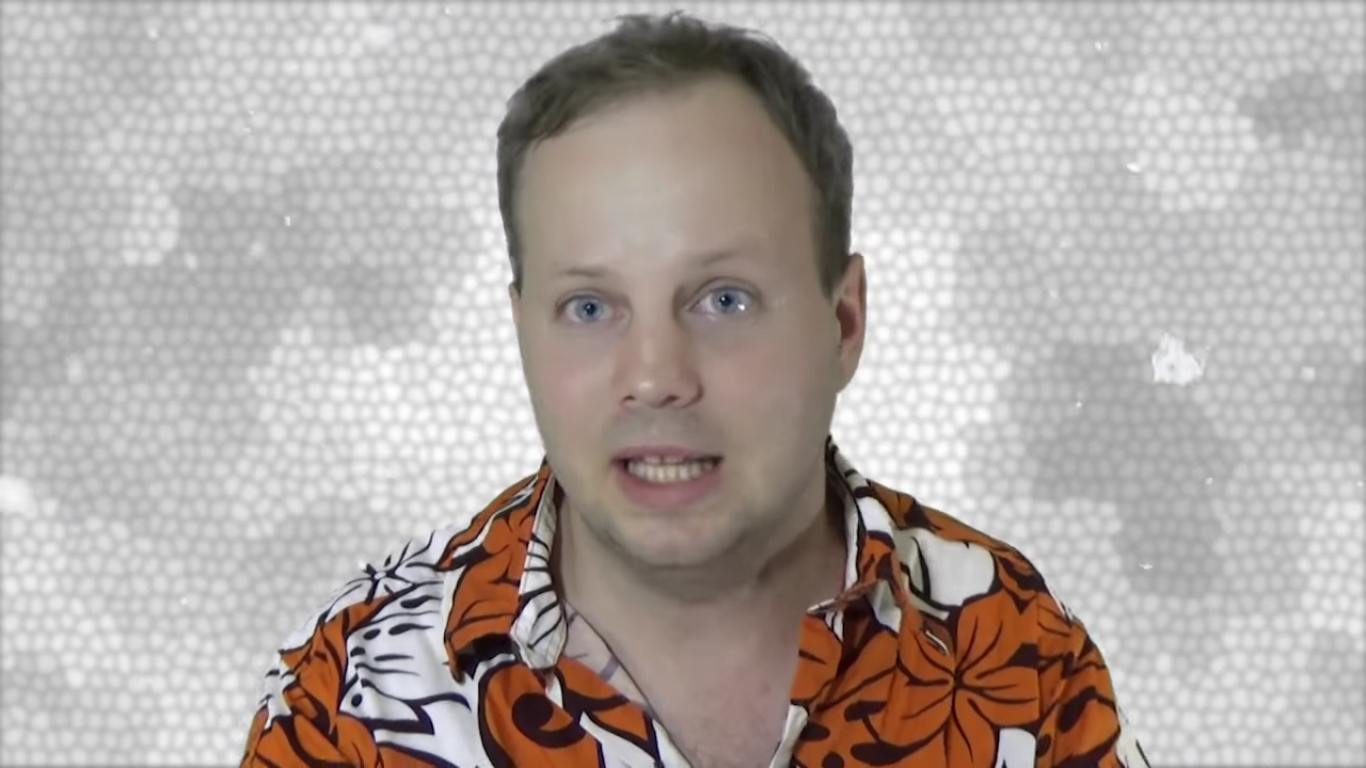
Sous le nom « Evildea », l'Australien Richard Delamore publie de nombreuses vidéos en espéranto sur YouTube.

L'émergence d'Internet a permis une communication plus efficace entre espérantophones, et a permis de remplacer plus rapidement et en partie les services postaux par exemple. De nombreux sites à forte audience, tel Facebook ou Google, proposent une interface en espéranto. Le 15 décembre 2009, à l'occasion des 150 ans de Zamenhof, Google a d'ailleurs mis en avant le drapeau de l'espéranto dans l'un de ses doodles. Les réseaux sociaux de masse comme Twitter, Telegram, ou Reddit comptent également un nombre non négligeable d'utilisateurs parlant espéranto. Des fournisseurs de contenu comme WordPress et YouTube permettent également à des blogueurs de s'exprimer dans la langue internationale.

### Logiciels

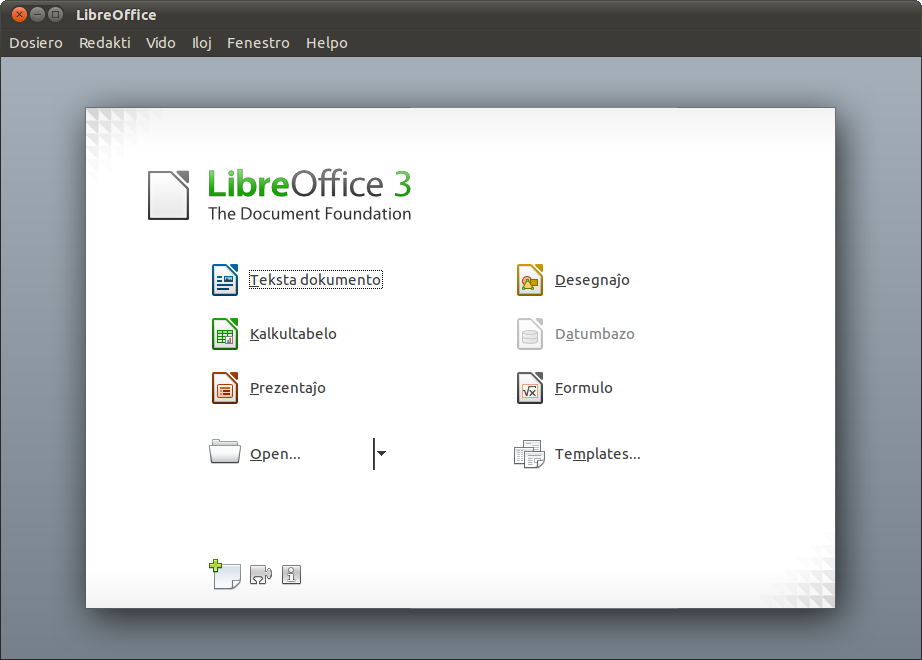
Écran d'accueil de LibreOffice en espéranto.

Plusieurs logiciels sont disponibles en espéranto, notamment dans le monde du logiciel libre : le système d'exploitation Ubuntu, la suite bureautique LibreOffice, le navigateur Firefox, le service de cartographie libre OpenStreetMap et l'application dédiée OsmAnd, le logiciel de généalogie Gramps, l'application de programmation éducative Scratch. D'autres créations communautaires utilisent l'espéranto, comme Liberapay, qui offre un système de donation hebdomadaire basé sur le financement participatif. De plus, des jeux vidéo en ligne comme Minecraft proposent une interface entièrement en espéranto.

### Sport
Bien que l'Espérantie ne soit pas un pays, il existe depuis 2014 une équipe de football qui participe à un match lors des congrès mondiaux. L'équipe dépend de la NF-Board et non de la FIFA. L'équipe (eo) a déjà rencontré l'équipe des argentins d'origine arménienne (2014), du Sahara occidental (2015), de Slovaquie (2016), Dongdaemun-Gu (Corée, 2017), ADQC Veteranos (Portugal, 2018), Tiinan Tiikerit (Suède, 2019).

### Engagement: espérantophone ou espérantiste?

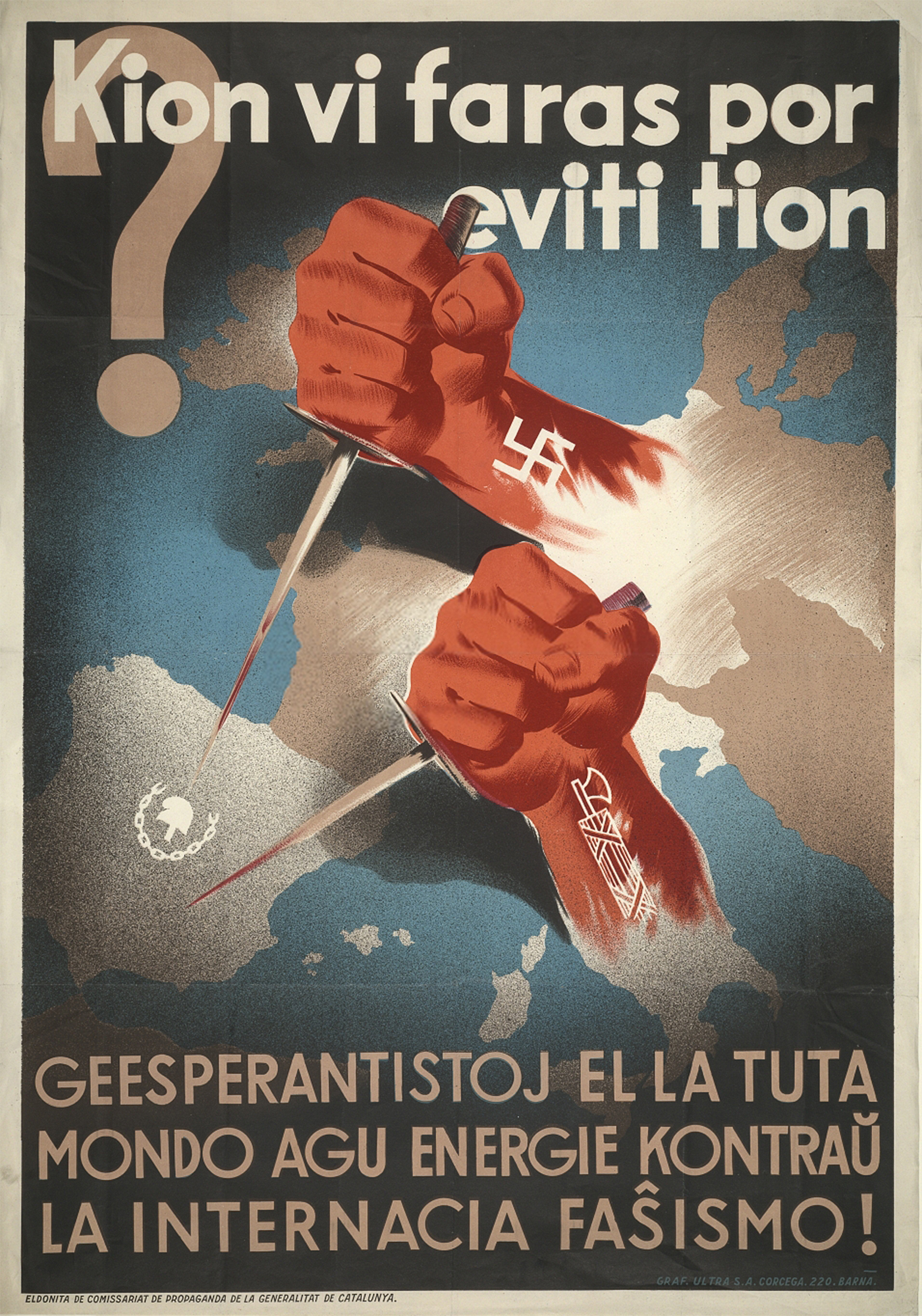
Que faites-vous pour éviter cela ?, affiche contre le fascisme international, v. 1936.

À sa création, l'espéranto a été largement utilisée, testée et modifiée par ses premiers locuteurs, avec un recours fréquent à L. L. Zamenhof, les pionniers souhaitant être au plus près de l'esprit de la langue et envoyant fréquemment des lettres à l'initiateur. De fait, la langue étant maintenant fixée depuis 1905 par le Fundamento de Esperanto, de nombreuses valeurs de tolérance et d'humanisme portées par Zamenhof lui-même ont pourtant diffusé par l'utilisation de la langue et la présence de Zamenhof, globalement demandée par les locuteurs, bien que lui-même désirait que l'espéranto prenne son envol sans lui. À la suite de cela, Zamenhof développe de son côté l'homaranisme, une doctrine prônant l'amour de son prochain.
En espéranto, le terme d'« esperantisto » (espérantiste), proposé originellement en 1905 par Zamenhof dans la Déclaration de Boulogne, désigne toute personne qui connait et utilise l'espéranto. Toutefois, même s'il n'y a pas de consensus clair, le terme d'espérantiste désigne plutôt de nos jours une personne qui diffuse la langue et s'engage dans des actions en sa faveur : enseignement, publications et actions de communication à destination du public ne connaissant pas la langue. En espéranto, on utilise parfois aussi le terme d'« aktivulo » (personne engagée) pour synonyme d'« esperantisto ». Il se distingue ainsi du terme d'espérantophone (Esperanto-parolanto), désignant simplement le locuteur.
Le mensuel La Ondo de Esperanto décerne depuis 1998 chaque année le titre honorifique d'espérantiste de l'année à une personne qui s'est fait reconnaitre au cours de l'année dans sa participation à la diffusion de l'espéranto.

## Économie

Le logo de Vinilkosmo.

### Principaux secteurs d'activité
L'édition et la vente de livres (libroservo) est le principal marché économique et le revenu privilégié de nombre d'associations espérantophones.
Quelques entreprises se démarquent dans les autres secteurs, notamment Vinilkosmo, un label indépendant qui produit et distribue des artistes chantant en espéranto depuis 1990.
Depuis 1985, le groupe international de spécialistes du commerce et de l’industrie (Internacia Komerca kaj Ekonomia Federacio (eo), IKEF) est une association d’espérantophones qui utilise la langue internationale dans le cadre d’échanges internationaux et favorise son utilisation dans les domaines du commerce, de l’économie et des sciences économiques.
Certains services en ligne (dictionnaires techniques, évènements, traductions, archives) en espéranto sont soutenus par un fonds sous l’égide de l’association mondiale d’espéranto, le Fonduso İnstigo.
On trouve des initiatives comme le site Eklaboru, lancé par Chuck Smith, pour proposer des offres de travail et des candidatures au sein d'associations ou d'événements en lien avec l'espéranto. Également, l’association Entreprise-Espéranto a pour but de promouvoir l'utilisation de l'espéranto en entreprise et encourage les échanges internationaux en démontrant que la communication équitable entre personnes de nationalités différentes est à la portée de tous.

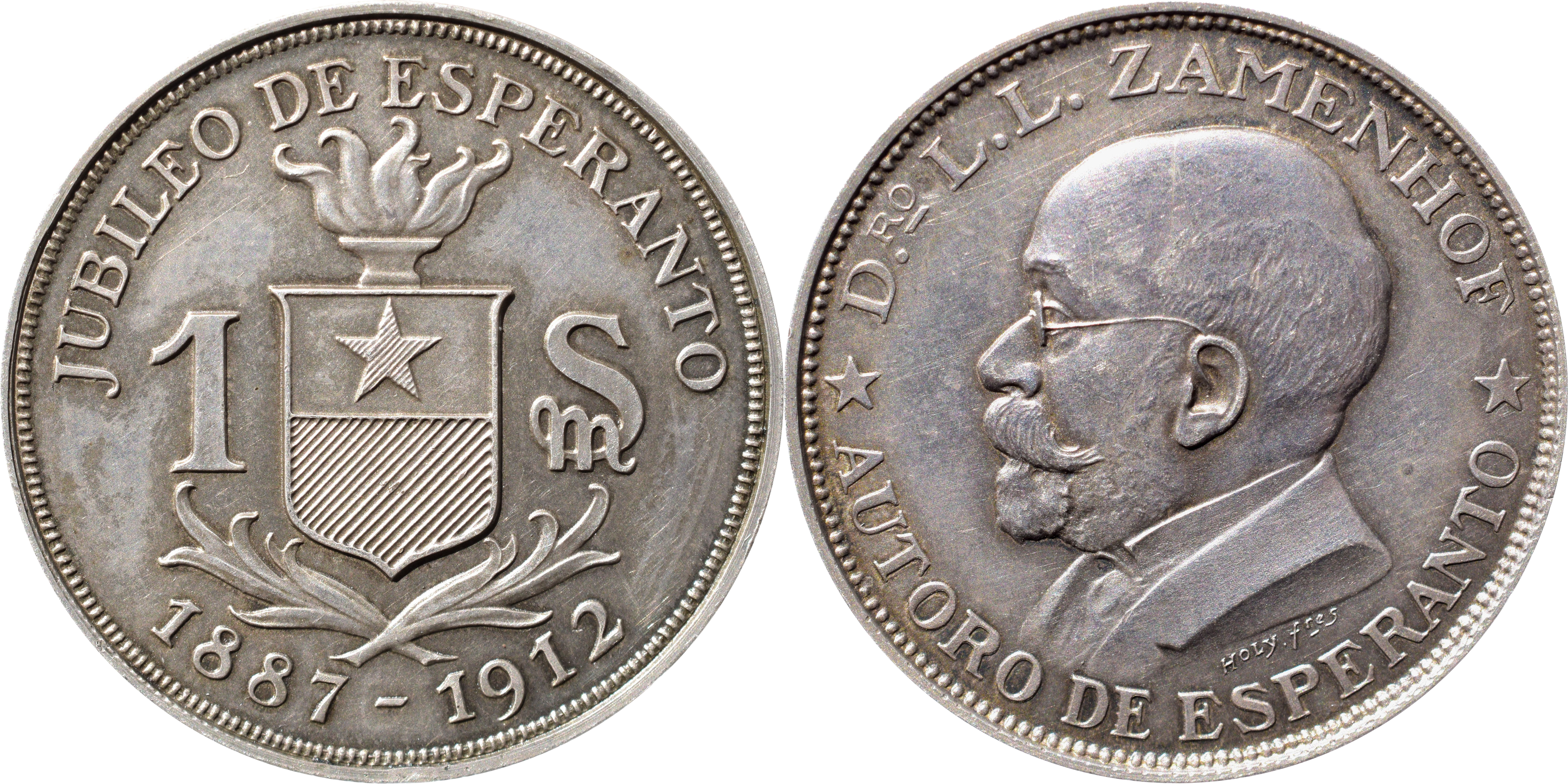
Pièce de 1 ₷.

### Monnaie

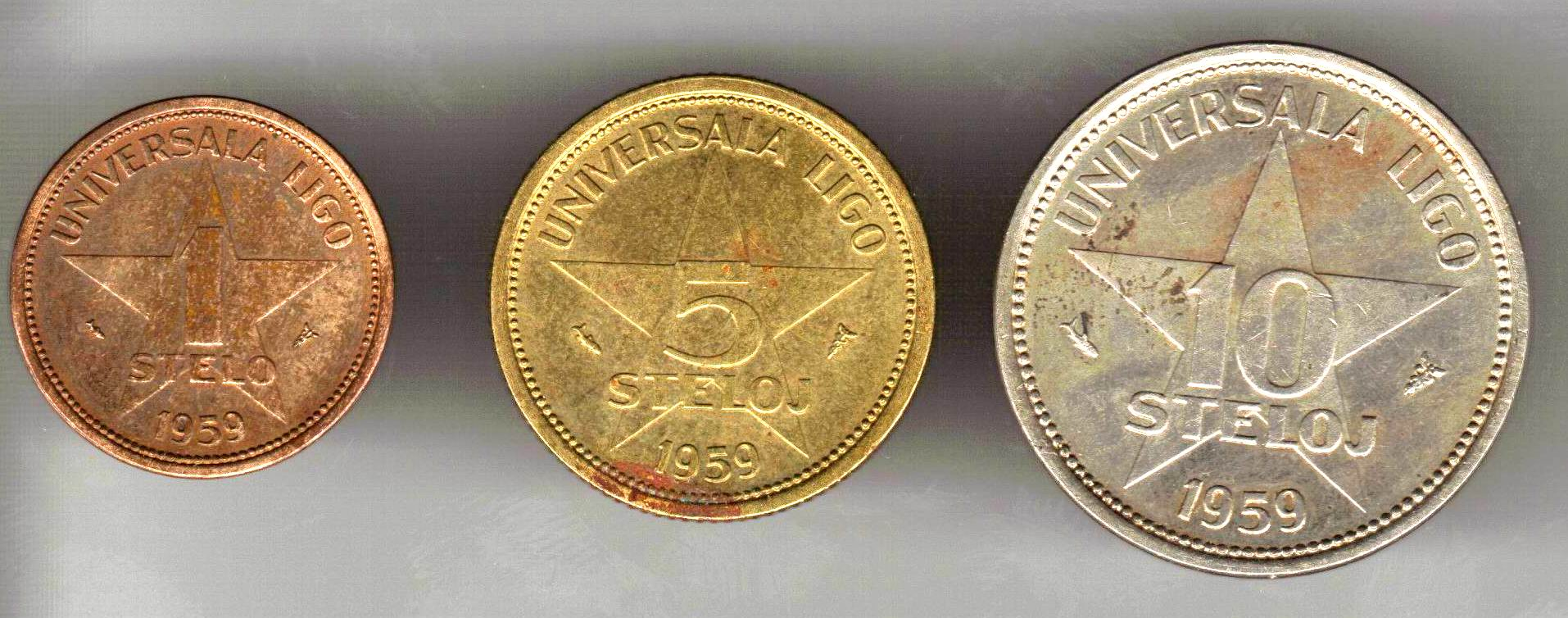
Pièces de 1 ★, 5 ★ et 10 ★.

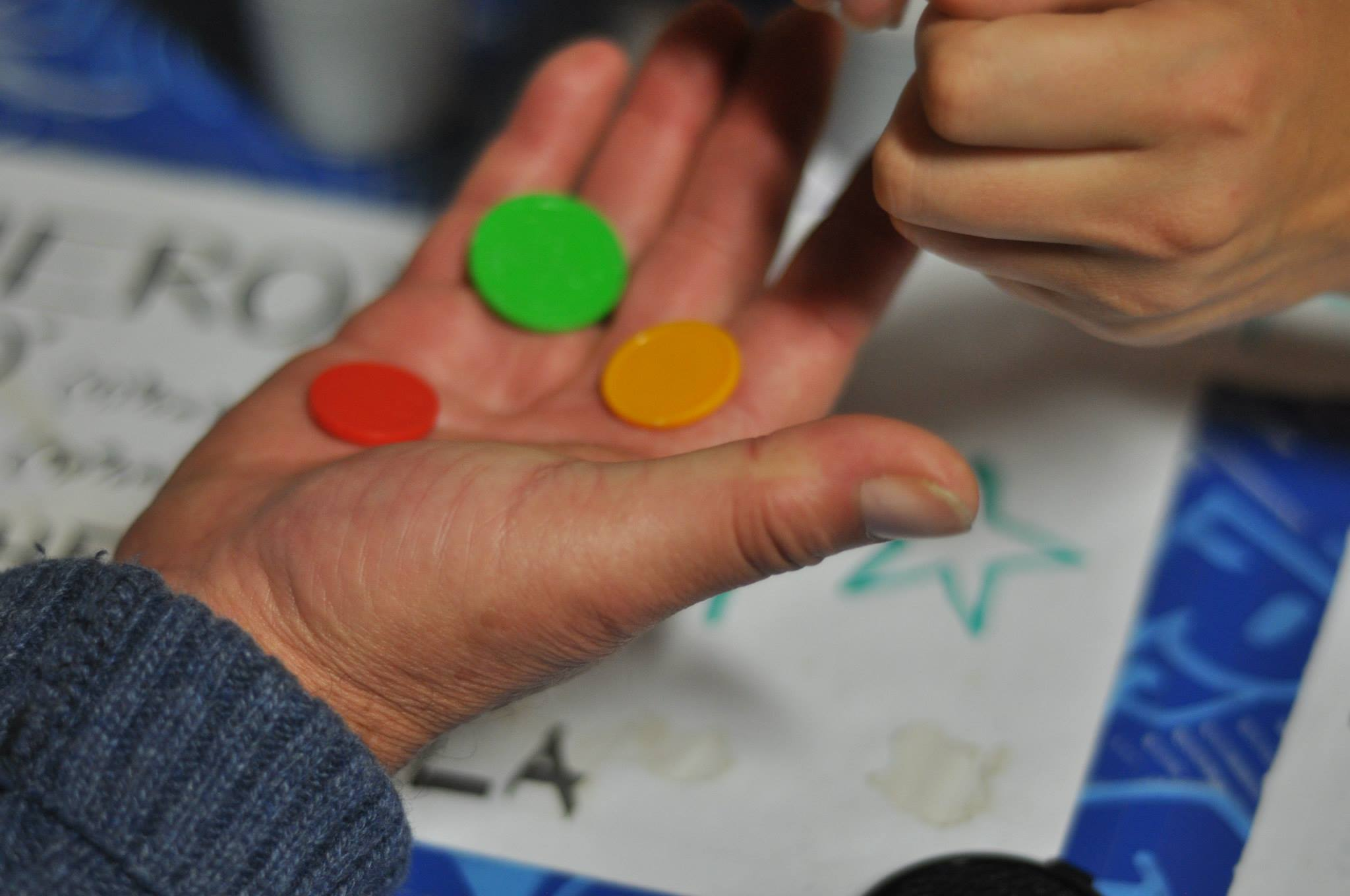
Steloj actuels.

Dans les années 1910, sur l'idée de René de Saussure, quelques pièces d'une monnaie internationale indexée sur l'or sont frappées en Suisse et gérées par la banque londonienne Ĉekbanko Esperantista (eo) : le spesmilo.
En 1942, une monnaie frappée aux Pays-Bas et nommée stelo (« étoile » en espéranto) est mise en circulation entre espérantophones. Cette monnaie reste utilisée lors des rencontres espérantophones jusque dans les années 1980, à la fermeture de l'Universala Ligo. De nos jours, des steloj en plastique sont utilisés lors de rencontres entre jeunes. Au 31 décembre 2014, le cours des steloj était 1 € = 4,189 ★.
|  |  | 1 ★  | Face : un hibou. Prix d'un thé dans le lieu des rencontres appelé « gufujo ». |
|  |  | 3 ★  | Face : un perroquet. Prix d'un repas.                                         |
|  |  | 10 ★ | Face : un crocodile. Pièce la plus utilisée au bar.                           |

## Culture

### Patrimoine architectural

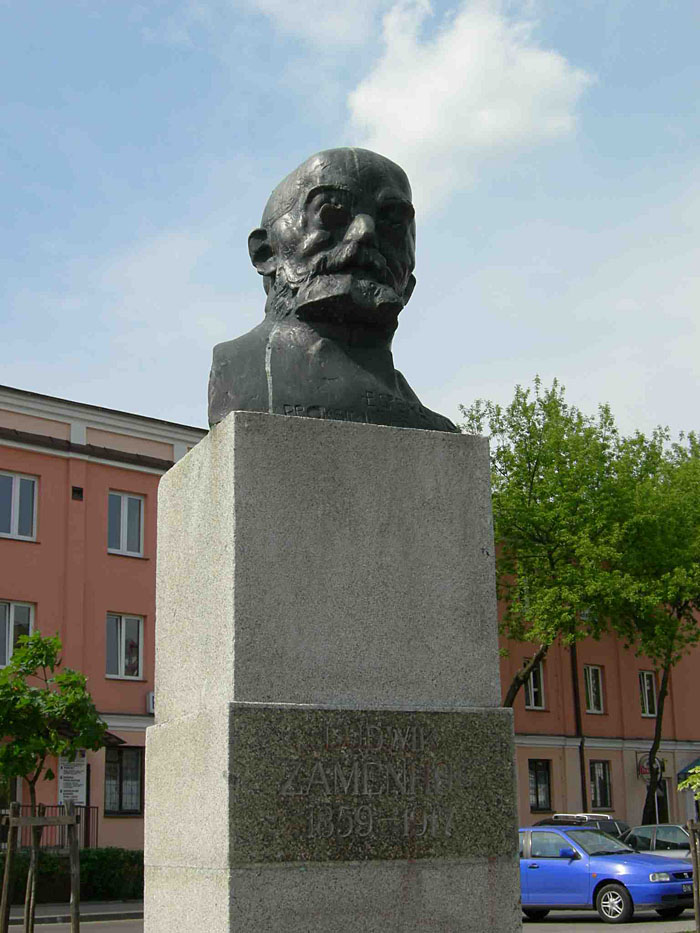
Le buste de Zamenhof, à Białystok (Pologne).

Disséminés dans de nombreux pays à travers le monde, les ZEO (Zamenhof Esperanto Objektoj) désignent toute construction, tout objet ou tout nom de rue, place, etc. relié à l'espéranto et à sa culture.
Dans plusieurs pays, des lieux sont dédiés à l'espéranto : lieux de rencontres, stages, séminaires, festivités. Ils sont l'occasion de tourisme entre espérantophones. Parmi eux, on peut citer le château de Grésillon en France près d'Angers, le musée national de l'espéranto à Gray (Franche-Comté) ou le musée de l'espéranto à Vienne.

### Littérature
Le patrimoine littéraire espérantophone est l'un des plus riches et divers parmi les littératures en langues construites : il existe plus de 25 000 livres en espéranto (œuvres originales et traductions) ainsi que plus de cent revues qui paraissent régulièrement, malgré le fait que l'espéranto n'existe que depuis environ 130 ans. En comparaison, l'intégralité de la littérature d'Islande, pays créé au ixe siècle et dénombrant environ 330 000 habitants, est formée par moins de 50 000 livres. Des lieux spécifiques ont été dédiés à l'archivage de documents rédigés en espéranto, comme la bibliothèque allemande d'espéranto ou les musées consacrés à l'espéranto à Gray, Svitavy et Vienne.
Depuis 1950, l'Association mondiale d'espéranto décerne des prix littéraires pour des nouvelles œuvres publiées dans l'année : c'est le concours de belles-lettres de l'UEA (eo). Les catégories sont poésie, prose, essais, pièces de théâtre et livre pour enfants.

### Cinéma
Il existe quelques films intégralement réalisés en espéranto, mais on trouve de nos jours plus facilement des films qui ont été attirés par l'espéranto et qui l'utilisent uniquement dans les décors ou lors de certaines scènes.
En 1966, c'est Incubus qui marque les esprits avec William Shatner en rôle titre, car il est le premier film grand public tourné intégralement en espéranto, et toutes les copies auraient été brûlées sauf une, retrouvée à la cinémathèque française. Cette copie a servi à éditer un DVD en 2001. À noter que la prononciation n'est pas toujours optimale dans cette première entrée de l'espéranto au cinéma. En 1964, des espérantophones avaient réalisé un long-métrage policier, Angoroj à Paris. En 2006, le film Gerda malaperis est une adaptation brésilienne du roman d'apprentissage du même nom écrit par Claude Piron et en 2011, Attaque des zombies lunaires (eo) est produit, traduit et doublé en espéranto.
Parmi les films utilisant l'espéranto comme clin d'œil, on peut citer Le Dictateur dans lequel Charlie Chaplin utilise la langue pour les enseignes de magasin du ghetto juif. Le film d'animation japonais Train de nuit dans la Voie lactée fait une utilisation extensive de l'espéranto car l'auteur Kenji Miyazawa s'est passionné pour la langue. Citons également Bienvenue à Gattaca, dont le complexe futuriste décrit dans l'histoire comporte des annonces en espéranto et en anglais dans la version originale, ou Blade: Trinity qui utilise le drapeau de l'espéranto et la langue pour des affiches dans la ville dépeinte et dans le dialogue d'une scène de caméo du directeur photographique ; Incubus est également visible à la télévision. Plus récemment, les enfants du personnage joué par Viggo Mortensen dans Captain Fantastic ont appris l'espéranto par eux-mêmes et ont un échange dans le film.
Hormis ces quelques œuvres, la langue internationale n'a donc pas encore vraiment trouvé sa place dans le 7e art au début du XXIe siècle.

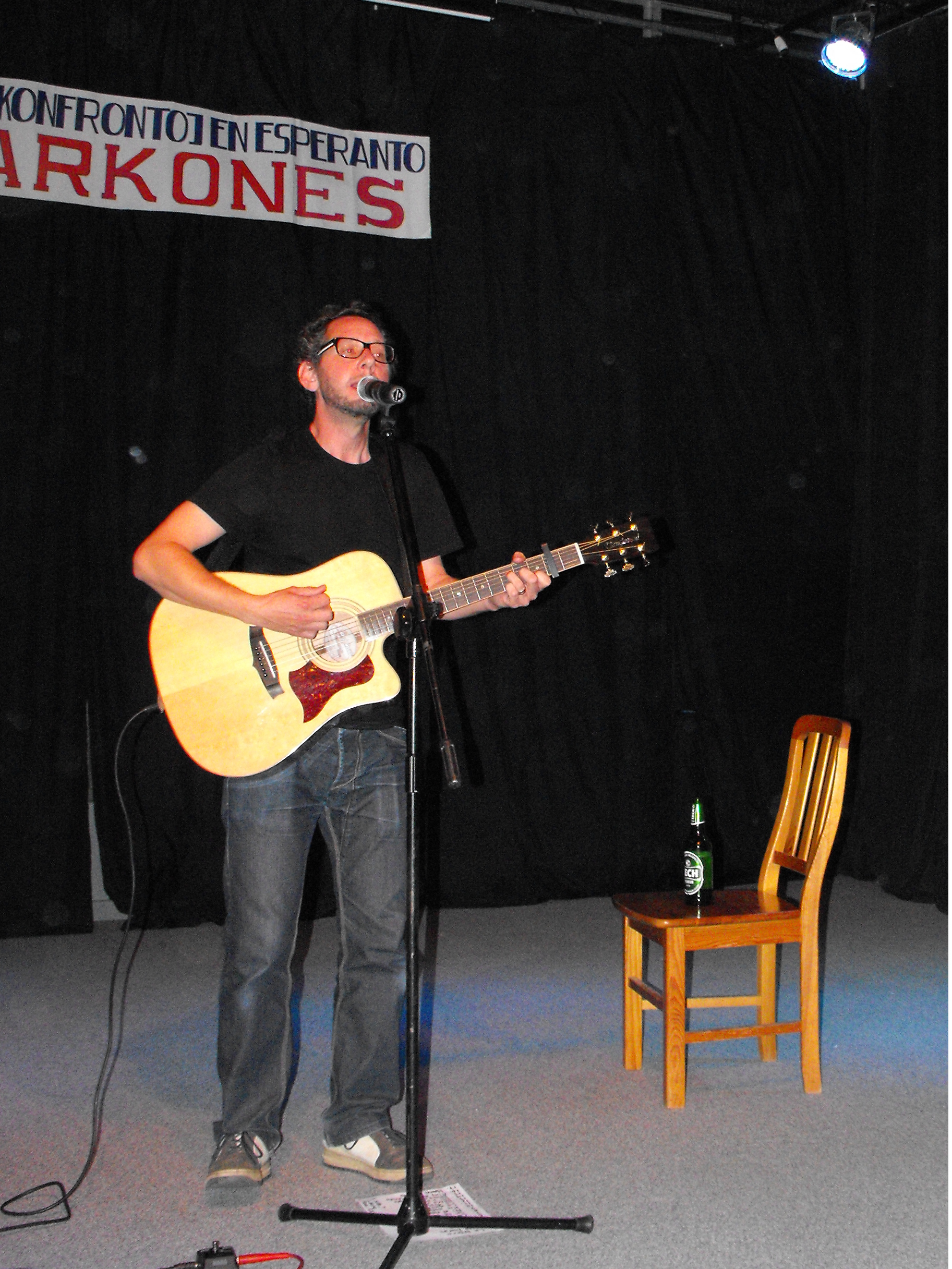
Martin Wiese au festival de 2009.

### Musique
La musique en espéranto se développe au XXe siècle avec de nombreux vinyles et cassettes dès les années 1960, au départ avec des chanteurs qui proposent des traductions, comme Morice Benin, Joëlle Rabu, le groupe TEAM ou plus tard Jacques Yvart chantant Georges Brassens en espéranto.
L'arrivée de la maison d'édition française Vinilkosmo marque un essor dans la production avec l'arrivée des CD. Le rock et la pop ont beaucoup marqué la musique espérantophone des années 1980 et 1990, avec les groupes Amplifiki, Persone, Esperanto Desperado. Des chanteurs pop-rock se démarquent, comme Martin Wiese et Kim J. Henriksen, JoMo, ainsi que le duo Ĵomart et Nataŝa, le groupe Kajto des Pays-Bas et le groupe catalan Kaj Tiel Plu.
Sur la dernière décennie, de nouveaux artistes rejoignent les habituels comme Dolchamar : Supernova, La Perdita Generacio, baRok' Projekto, Inicialoj dc, Jonny M dans des domaines variés comme le métal baroque, l'électronique et le reggae.

### Fêtes
De nombreuses fêtes reconnues entre espérantophones sont en réalité des fêtes à portée internationale déjà reconnues par ailleurs dans de nombreux pays ou à l'initiative d'organisations, comme l'ONU ou l'UNESCO.
| Date                                | Nom français                                   | Nom en espéranto                     | Sens |
| ----------------------------------- | ---------------------------------------------- | ------------------------------------ | --- |
| 21 février                          | Journée internationale de la langue maternelle | Internacia Tago de la Gepatra Lingvo | Promotion de la diversité linguistique. |
| dernière semaine entière de février | Semaine de l'amitié internationale             | Semajno de Internacia Amikeco        | Échange de cartes, livres, chocolats, fleurs, etc., et d'amitié à l'international, notamment sur l'internet.                                                           |
| 14 avril                            | Commémoration de tous les pionniers            | Memortago de ĉiuj Pioniroj           | Jour du décès de Zamenhof (en 1917). |
| 26 juillet                          | Anniversaire de l'espéranto                    | Naskiĝtago de Esperanto              | Publication du premier ouvrage, Langue Internationale (en 1887). |
| 21 septembre                        | Journée internationale de la paix              | Internacia Tago de la Paco           | Absence de guerre et cessez-le-feu dans les zones de combat. |
| 26 septembre                        | Journée européenne des langues                 | Eŭropa Tago de Lingvoj               | Célébration de la diversité linguistique et culturelle, journée propice à faire découvrir l'espéranto.                                                                 |
| 15 décembre                         | Journée (ou fête) de l'espéranto               | Esperanto-Tago                       | Naissance de Louis-Lazare Zamenhof (en 1859), initiateur de la langue. Habituellement on s'offre des livres et des fêtes sont organisées un peu partout dans le monde. |

### Événements culturels

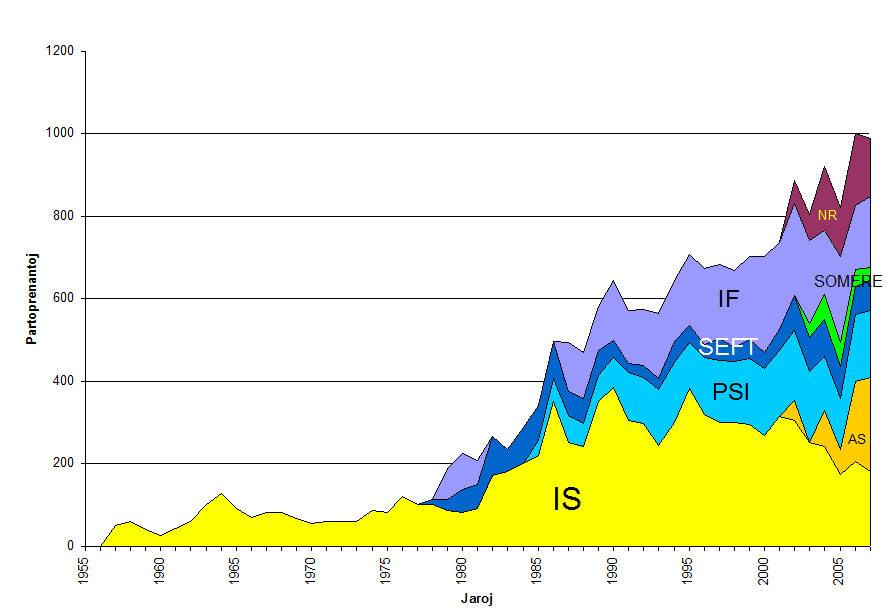
Nombre de participants aux rencontres espérantophones organisées en Europe centrale.

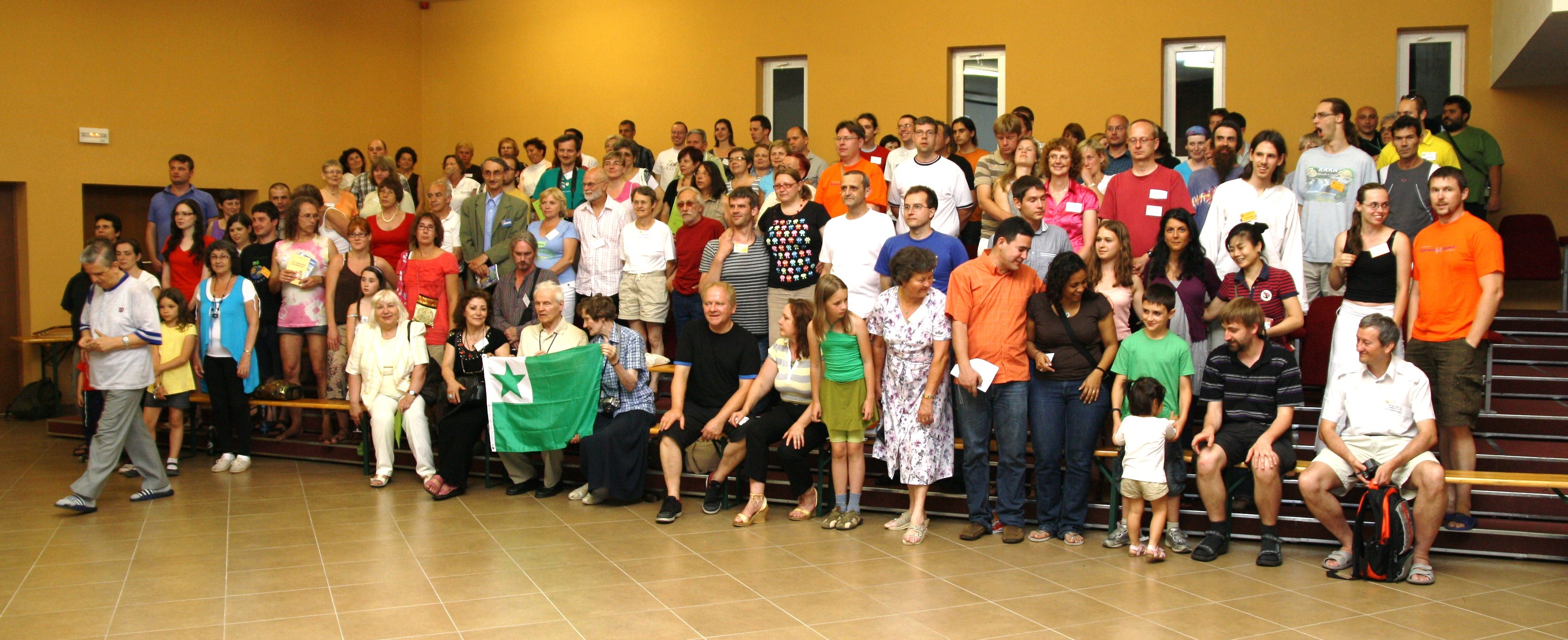
Participants à la rencontre Somera Esperanto-Studado 2010.

Chaque année, de nombreuses rencontres entre espérantophones ont lieu à travers le monde sur des sujets divers et variés. Celles-ci sont thématiques ou regroupent des personnes d'intérêts ou modes de vie convergents. L'exemple le plus flagrant est le congrès mondial d'espéranto, organisé chaque année par l'Association mondiale d'espéranto, qui a lieu chaque année pendant une semaine entre fin juillet et début août.
Au 25 septembre 2013, plus de 200 rencontres, stages ou voyages étaient inscrits pour l'année 2013, correspondant à environ 300 jours pendant lesquels se déroule au moins un évènement. Parmi ces évènements, on trouve :
- Le congrès de SAT, le congrès annuel de l'association mondiale anationale ;
- Le congrès international de la jeunesse (Internacia Junulara Kongreso, ou IJK), le congrès annuel mondial des jeunes espérantophones ;
- Internacia Infana Kongreseto (eo) (ou IIK, « petit congrès international des enfants »), la rencontre annuelle mondiale des enfants espérantophones; elle a lieu en parallèle avec le Congrès Mondial ;
- Le congrès de ILEI, la Ligue internationale des enseignants d'espéranto ;
- Somera Esperanto-Studado (SES, « études estivales d'espéranto »), cours d'espéranto organisé chaque été par l'association E@I ;
- D'autres congrès continentaux, nationaux, régionaux.

À côté de ces rencontres organisées au niveau mondial s'ajoutent des rencontres organisées au niveau régional, comme le Novjara Renkontiĝo (eo) (NR, « Festival International du nouvel an ») ou bien Junulara E-Semajno (JES, « semaine européenne des jeunes »), une rencontre du Nouvel An organisée chaque année en Europe centrale. Au cours des vingt dernières années, ces rencontres rencontrent un succès croissant. D'autres exemples :
- Des stages linguistiques ou culturels comme au château de Grésillon en France ;
- Le festival de musique FESTO ;
- Des rencontres annuelles en Himalaya.